# Grigori Jefimowitsch Rasputin

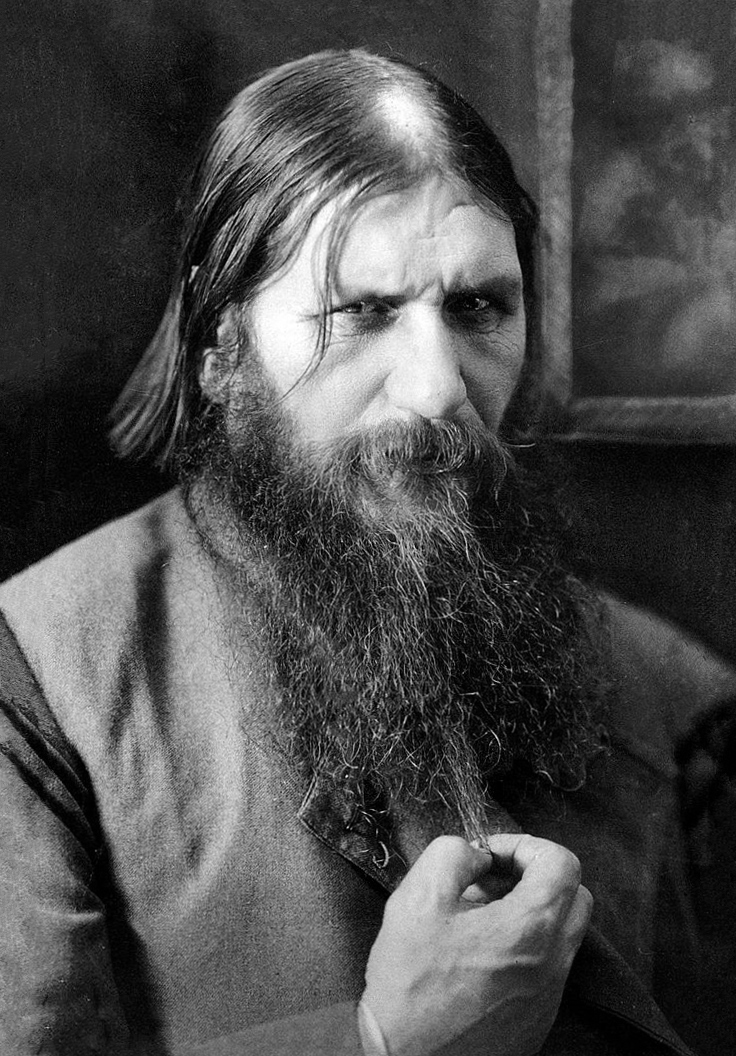
Rasputin um 1916

Grigori Jefimowitsch Rasputin (russisch Григорий Ефимович Распутин, wiss. Transliteration Grigórij Efímovič Raspútin; * 9. Januarjul. / 21. Januar 1869greg. in Pokrowskoje, Gouvernement Tobolsk; † 17. Dezemberjul. / 30. Dezember 1916greg. in Petrograd) war ein russischer Wanderprediger, dem Erfolge als Geistheiler nachgesagt wurden. Er war mit der Familie des Zaren Nikolaus II., dem letzten russischen Monarchen, befreundet und gewann in den letzten Jahren des Russischen Kaiserreichs bedeutenden Einfluss.

## Bedeutung Rasputins
Rasputin ist einer der bekanntesten Namen in der Geschichte Russlands. Ein Jahrhundert nach seinem Tod bleibt Rasputin in der öffentlichen Wahrnehmung als „verrückter Mönch“ oder als „heiliger Teufel“ verhaftet, eine Formulierung, die auf den russischen Priester Iliodor zurückgeht. Sachlich betrachtet war sein Leben und seine Beziehung zur Zarenfamilie Romanov von Bedeutung für die letzten Jahre des Russischen Kaiserreichs.
Bedeutung des Namens „Rasputin“
Der Name „Rasputin“ gibt Anlass zu Spekulationen, da die Übersetzung etwa „liederlich“ lautet. Ein Bezug zu seiner Persönlichkeit wurde deswegen an vielen Stellen vermutet. Es wurde vermutet, dass es sich um einen später erhaltenen Bei- oder Spottnamen handele. Dieser Name ist aber in der Schreibweise „Rosputin“ seit 1650 bezeugt, wurde im 19. Jahrhundert zu Rasputin und war damals in ganz Sibirien verbreitet.

## Kurzbiografie

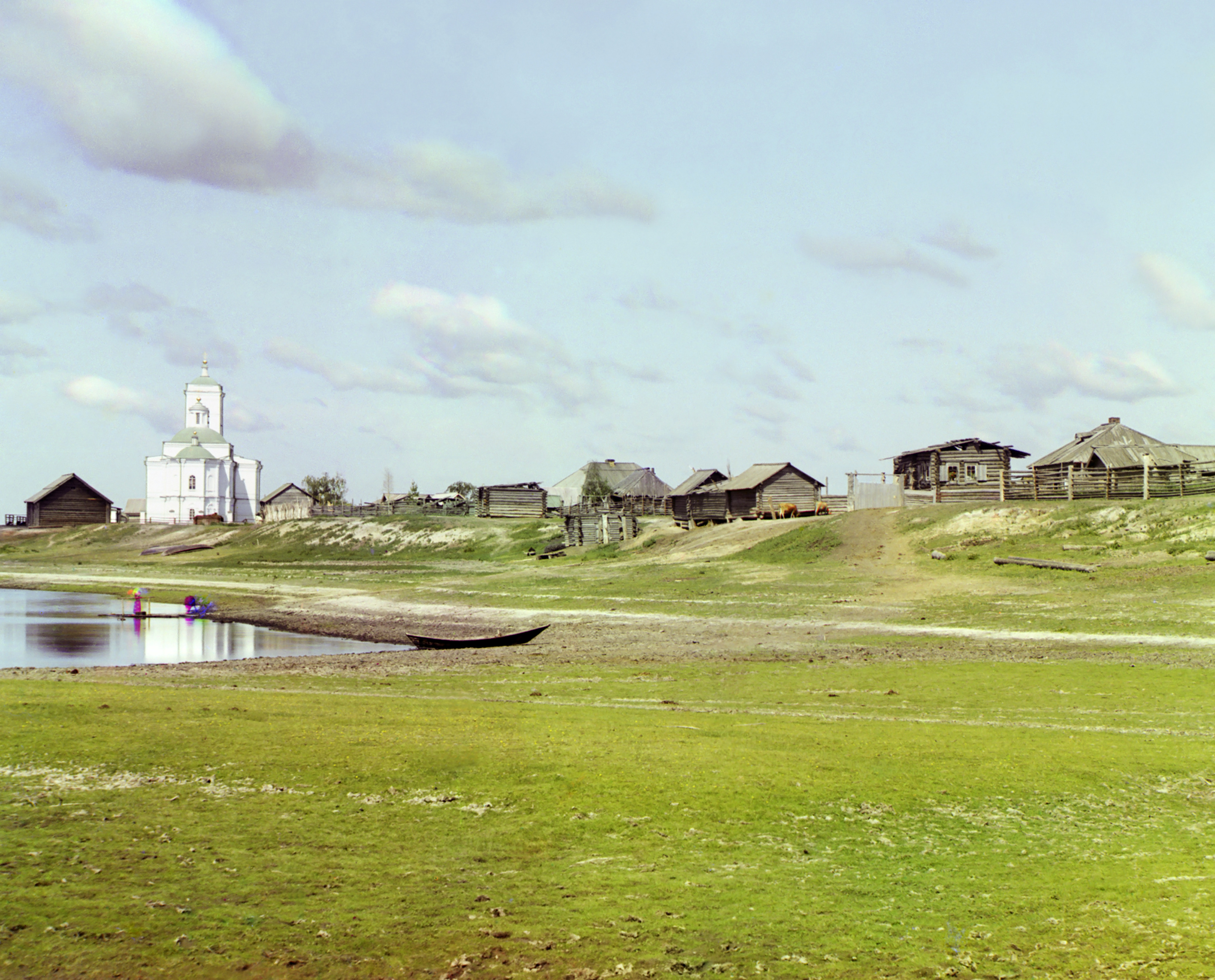
Pokrowskoje am Fluss (1912)

Rasputin wurde am 9. Januarjul. / 21. Januar 1869greg. im Dorf Pokrowskoje am linken Ufer der Tura, 80 km östlich der Stadt Tjumen in Westsibirien als Bauernsohn geboren. Ab dem Alter von 17 Jahren war er teils jahrelang auf Pilgerreisen. Nach der Rückkehr in sein Heimatdorf machte er sich 1903 nach St. Petersburg auf.
Berühmt wurde Rasputin, weil er an den Zarenhof gerufen wurde, um die Blutungen des an Hämophilie leidenden Zarensohns Zarewitsch Alexei durch Gebet zum Stillstand zu bringen. Zeitzeugen, wie auch Ärzte und Kritiker, bestätigten, dass Rasputin einen damals unerklärlichen Einfluss auf den Zarensohn und dessen lebensgefährliche Blutungen besaß. Diese Fähigkeit Rasputins brachte die Zarin Alexandra zur Überzeugung, dass Rasputin ein Heiliger war, der ihr von Gott geschickt worden sei, um ihren Sohn zu beschützen. Für die Zarin war die Ankunft Rasputins die Antwort Gottes auf ihre leidenschaftlichen Gebete. Dem späteren Innenminister Alexander Protopopow erklärte sie, dass Rasputin mit seinen Heilkräften ihr Sicherheit zurückgegeben und dadurch ihre Schlaflosigkeit beendet habe. Daher wies die Zarin jede Kritik an Rasputin stets strikt zurück. Trotz dieses hohen Ansehens bei der Zarin hat Rasputin den Zarenpalast nach anfänglich häufigen Besuchen bald nur noch selten betreten.

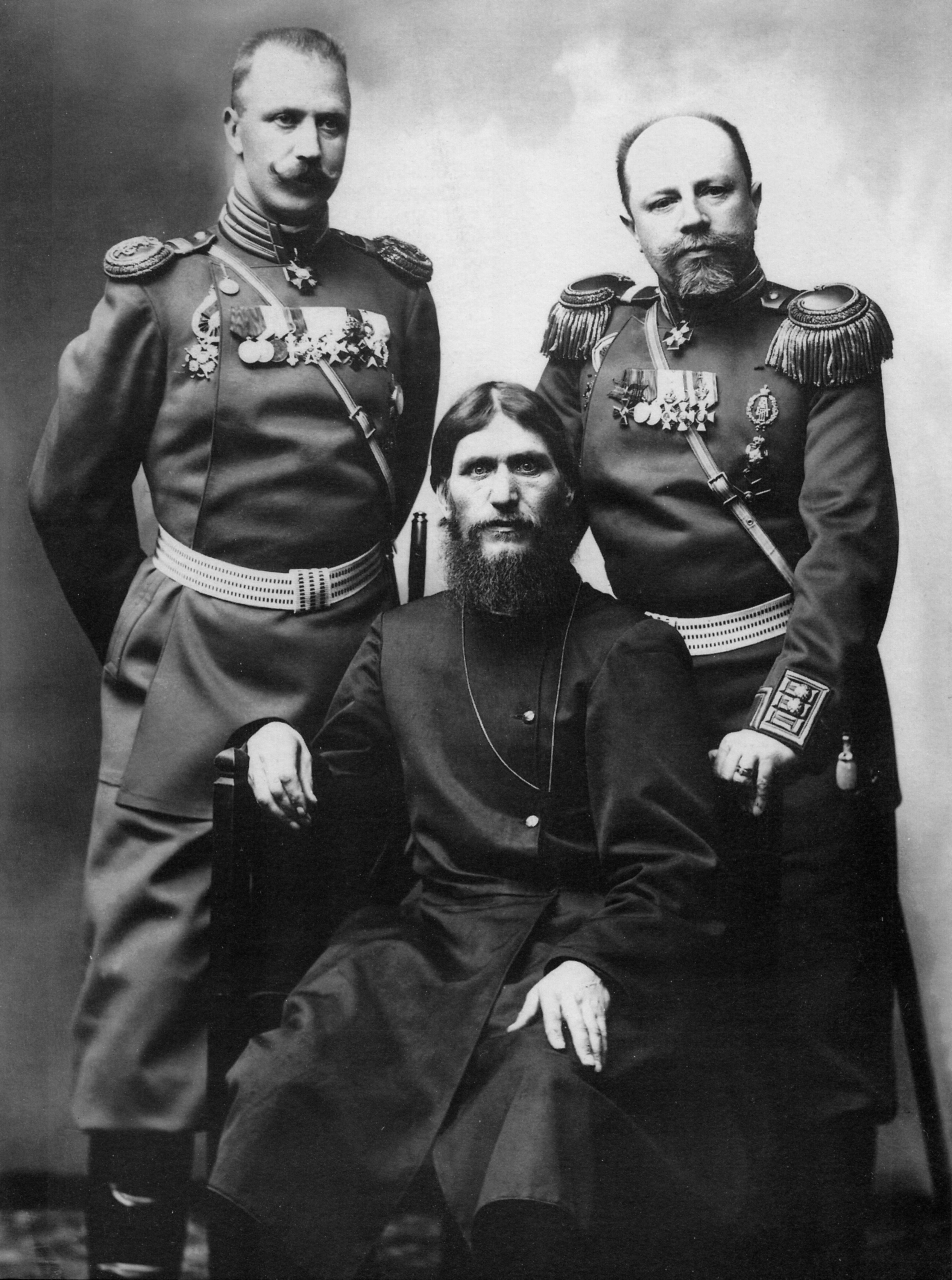
Rasputin mit Offizieren (1907/1908)

Da die Erkrankung des Zarensohnes geheim gehalten wurde, blieb der Öffentlichkeit das Ansehen unerklärlich, das der „ungebildete Bauer Rasputin“ bei der Zarenfamilie, insbesondere der Zarin, genoss. Zusammen mit Rasputins manchmal recht seltsamem Verhalten gab dies Anlass zu Klatsch und auch Verleumdungen aller Art. Rasputin wurde stets ein sehr unmoralischer Lebenswandel mit permanenten Sexorgien vorgeworfen. Bei Rasputin kamen Eskapaden zwar vor, die meisten Vorwürfe waren aber frei erfunden. Anders als oft berichtet betrafen sie nie Frauen der höheren Gesellschaft oder gar des Zarenhofes. Am Zarenhof wurde diese „dunkle“ Seite Rasputins nie wahrgenommen.
Am 29. Juni 1914 wurde Rasputin bei einem Angriff mit einem Dolch in seinem Geburtsort Pokrowskoje schwer verletzt. Nach diesem Attentat begann sich Rasputin öffentlich zu betrinken. Als er am 25. März 1915 im Lokal „Jar“ in Moskau stark alkoholisiert provozierte, wurde dies landesweit von der Presse verbreitet.
1916, mitten in dem für Russland katastrophal verlaufenden Ersten Weltkrieg, wurde zum letzten Lebensjahr Rasputins, in dem er seinen baldigen Tod und den Zusammenbruch der Monarchie voraussah. In den frühen Morgenstunden des 17. Dezember 1916 wurde Rasputin unter Führung von Felix Jussupow ermordet.

## Rasputins Leben

### Rasputin vor seiner St. Petersburger Zeit

#### Die frühe Jugend
Rasputins Eltern, Jefim Jakowitsch (* 1839 in Pokrowskoje) und die um zwei Jahre ältere Anna Wasiljewna, waren Bauern und besaßen eigenes Land sowie mehrere Kühe und Pferde. Die Familie gehörte zu den eingesessenen Bauern des Dorfes mit einigem Vermögen und respektablem Ansehen. Rasputin hatte eine Schwester und einen Bruder, die früh starben. Sein Bruder starb an einer Lungenentzündung, und die Schwester, die an Epilepsie litt, ertrank bei einem Anfall im Fluss, an dem sie Wäsche wusch. Auch die Mutter starb recht früh. Über die ersten 30 Lebensjahre Rasputins ist praktisch nichts bekannt. Fest steht, dass er wie damals der überwiegende Bevölkerungsteil in Sibirien keinerlei Schulbildung hatte und bis ins frühe Erwachsenenalter weder lesen noch schreiben konnte. Um 1900 betrug die Alphabetisierungsrate in Sibirien etwa vier Prozent, im Vergleich zu 20 Prozent russlandweit.
Berichte darüber, dass Rasputin in seiner Jugend Heu, Holz oder auch Pferde gestohlen haben soll, haben sich als unbelegt herausgestellt. Allerdings hält ein Polizeibericht aus Tjumen aus dem Jahre 1909 fest, dass Bewohner aus Pokrowskoje Rasputin als „gelegentlichen Trinker“ bezeichneten, der eine Reihe von „kleinen Diebstählen“ begangen habe, bevor er seine Lebensweise änderte.

#### Zeit als Pilger

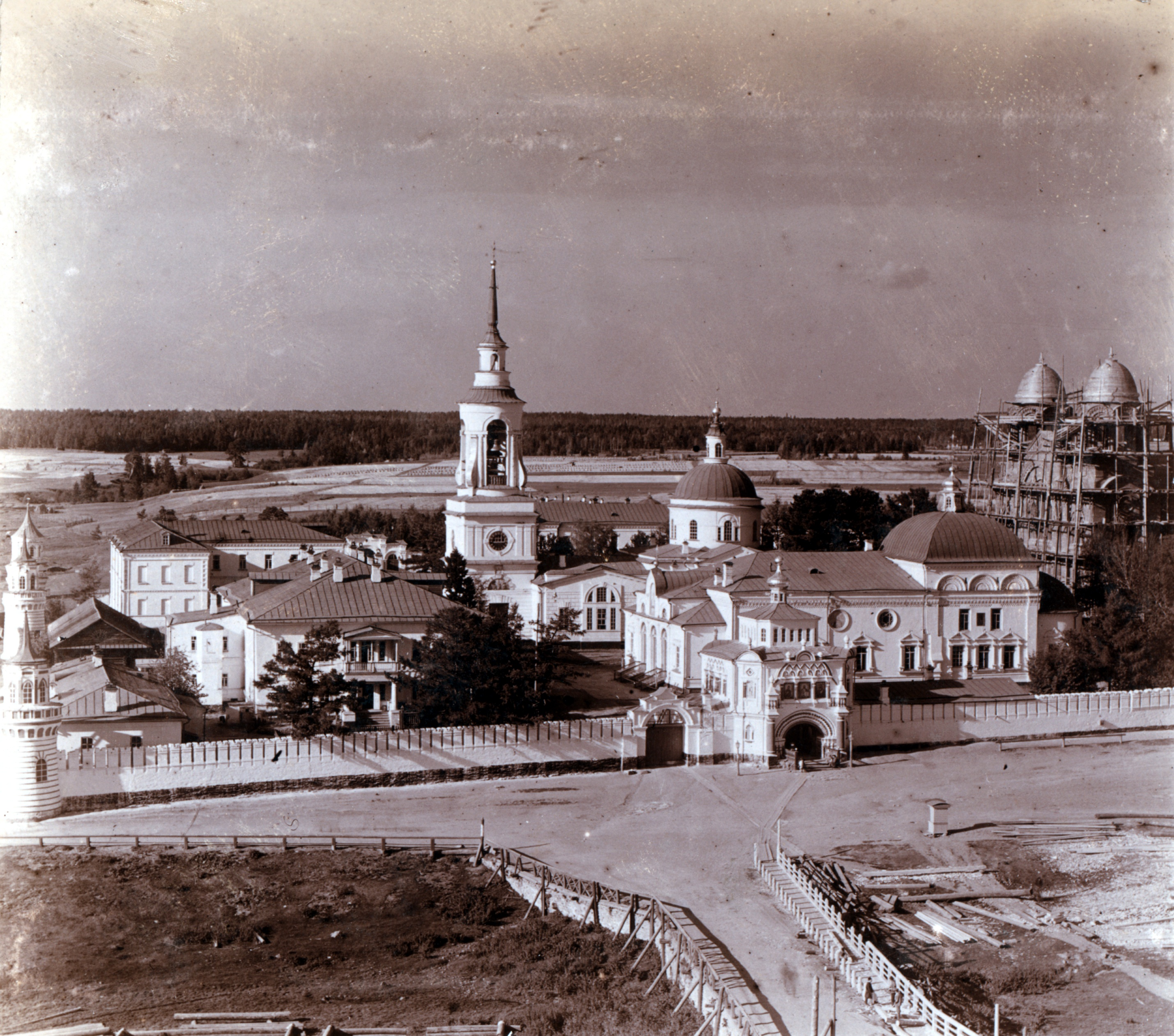
Werchoturje (1910), eine Kleinstadt. Dort hielt sich Rasputin 1898 drei Monate im Kloster auf.

Von 1886 bis 1901 war Rasputin meist auf Pilgerreisen, die manchmal Jahre dauerten. Es ist möglich, dass er um 1900 bis zum Berg Athos in Griechenland gelangte. Noch weiter, bis nach Jerusalem, pilgerte Rasputin erst 1911 in seiner St. Petersburger Zeit.
Am 22. Februar 1887 heiratete er Praskowja Fjodorowna Dubrowina, die er im Sommer zuvor in Abalak kennengelernt hatte. Während seiner Reisen blieb sie auf dem Bauernhof der Eltern zurück. Im Jahr 1895 wurde sein Sohn Dimitrij, 1898 seine Tochter Matrjona (Maria) und 1900 seine Tochter Warwara geboren.
Maria Rasputin gab die Erzählungen ihres Vaters nach seiner letzten Pilgerreise folgendermaßen wieder: „Er hatte viele große Klöster besucht, wo er sich den Lebensunterhalt durch Beaufsichtigung des Viehs und durch Religionsunterricht verdiente. Hunderte von Predigten hatte er gehört und an allen möglichen Religionsgesprächen teilgenommen. Große Meister hatten ihn in die Geheimnisse der göttlichen Heilkraft eingeweiht. Jetzt fühlte er sich bereit, zu unterweisen und zu heilen. Stolz verkündete er: Jetzt bin ich ein Starez.“

#### Bereitschaft zum Aufbruch
Rasputin plante in seinem Haus einen Andachtsraum einzurichten und dort das Wort Gottes so zu verkünden, wie er es verstand. Dabei kam es oft zu Streitigkeiten mit dem Dorfpfarrer Pjotr Ostroumow.
Richtig ist jedenfalls, dass Rasputin sich schon damals von der Art der Gottesdienste losgesagt hatte, wie sie die offizielle Kirche abhielt. Auch wird behauptet, dass er schon im Jahr 1903 erste Heilerfolge hatte. Dadurch erwarb er sich in Pokrowskoje eine beträchtliche Zahl von Anhängern. Es wurde auch schon zu dieser Zeit der Vorwurf des unsittlichen Lebenswandels erhoben. Rasputin wurde in seinem Heimatort zu einer umstrittenen Person.
Bald wurde es dem Pilger Rasputin in seinem Heimatort wieder zu eng. Er machte sich 1903 auf eine lange Reise und gelangte zunächst nach Kasan, wo er von einer reichen Witwe namens Baschmakowa eingeladen und wohlhabenden Händlern sowie prominenten Geistlichen vorgestellt wurde, darunter Gawriil, Abt eines Klosters in Kasan. Zunächst gegen den Willen dieses Abtes, der ihn vor den Gefahren der Großstadt warnte, setzte er seinen Weg nach St. Petersburg fort.

### Rasputin in St. Petersburg

#### Schneller gesellschaftlicher Aufstieg (1903–1905)

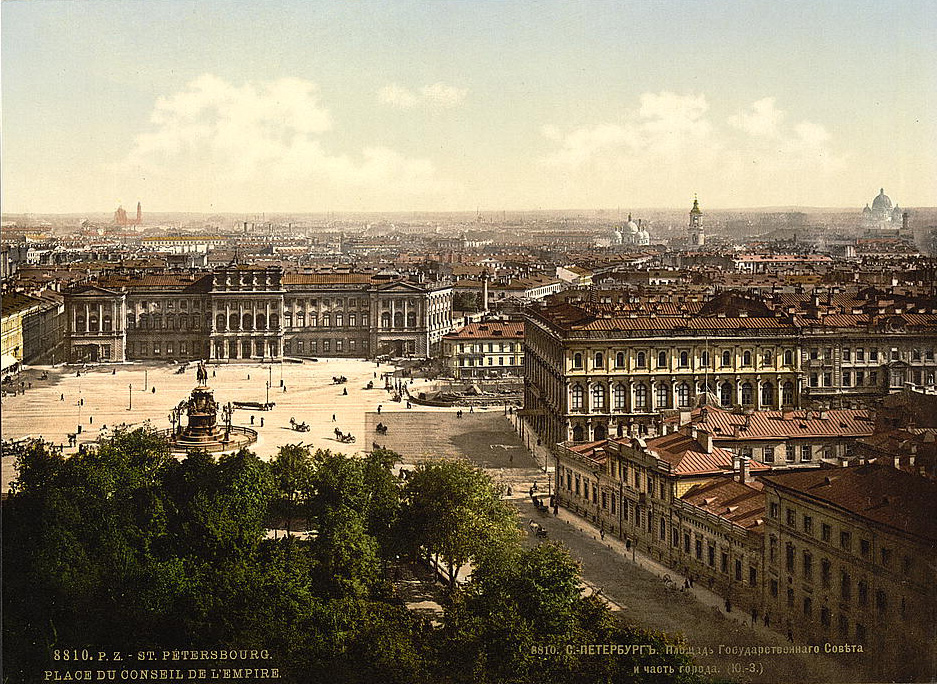
Sankt Petersburg Ende des 19. Jahrhunderts

Von Kasan gelangte Rasputin nach St. Petersburg. Hier fühlte er sich zunächst „wie ein Blinder auf der Straße.“ Sein erster Weg in der Hauptstadt führte Rasputin ins Alexander-Newski-Kloster, wo er ein Empfehlungsschreiben eines Geistlichen aus Kiew beim Bischof Theophan vorlegen konnte, der ihn empfing, von seiner Person sehr beeindruckt war und ihn förderte.
Es wird berichtet, dass es anlässlich einer großen religiösen Veranstaltung von Kirchenvertretern aus ganz Russland im Jahre 1903 in der Peter-und-Paul-Kathedrale zu einer Begegnung zwischen Johann von Kronstadt, dem damals berühmtesten „Heiler“ des Zarenreichs, und Rasputin gekommen sei, worauf Rasputin in Salons der Petersburger Gesellschaft und verschiedener politischer Zirkel eingeladen und bald als „Wunderheiler“ am Zarenhof berühmt wurde. Doch anscheinend sind sich die beiden Männer nie begegnet. Johannes könnte allerdings von einem ihm bekannten Geistlichen namens Roman Medwed, der Rasputin an seinem Heimatort Pokrowskoje in Sibirien besucht hatte, Erzählungen über den damals schon bekannten Wundertäter gehört haben.
Bald wurde Rasputin in Salons der Petersburger Gesellschaft und politischer Zirkel eingeladen und als „Wunderheiler“ berühmt. Boris Almasoff schreibt in seinem Buch „Rasputin und Russland“ darüber: „Der Ruf von der Heiligkeit des neu gebackenen Wundertäters … verbreitete sich immer weiter. Über die ,Wunder‘ Rasputins bildeten sich ganze Legenden.“
Am 1. November 1905 wurde Rasputin dann von den Großfürstinnen Militza und Anastasia dem Zaren vorgestellt. Der Zar vermerkte die Begegnung mit einem Satz in seinem Tagebuch: „Lernten einen Mann Gottes kennen – Grigori aus dem Gouvernement Tobolsk ….“
Einige Tage darauf, am 5. November, schrieb Rasputin seinen ersten Brief an den Zaren. Er beginnt wie folgt:

„Großer Kaiser, Zar und Herrscher ganz Russlands! Grüße! Möge Gott Ihnen weisen Ratschlag geben. Wenn ein Rat von Gott kommt, freut sich die Seele, unsere Freude ist ehrlich, doch wenn der Rat steif und formell ist, wird die Seele bedrückt, und unser Kopf ist verwirrt. Ganz Russland sorgt sich, das Land ist in eine schreckliche Auseinandersetzung verstrickt, und Gott sendet uns Gnade und jagt unseren Feinden mit ehrfurchtgebietenden Drohungen Schrecken ein.“

Dieser Brief ist von herausragender Bedeutung, denn er zeigt, dass sich Rasputin von Anfang an nicht scheute, den Zaren auf Angelegenheiten von staatlicher Bedeutung anzusprechen. Im Brief ist allerdings keinerlei Rede vom Zarensohn oder dessen Gesundheit. In der Beziehung zwischen Rasputin und der Zarenfamilie ging es um weit mehr als um die Gesundheit des Thronerben – nämlich um den Zustand ganz Russlands.

#### Die Zeit bis zum Ruf an den Zarenhof (1905–1907)

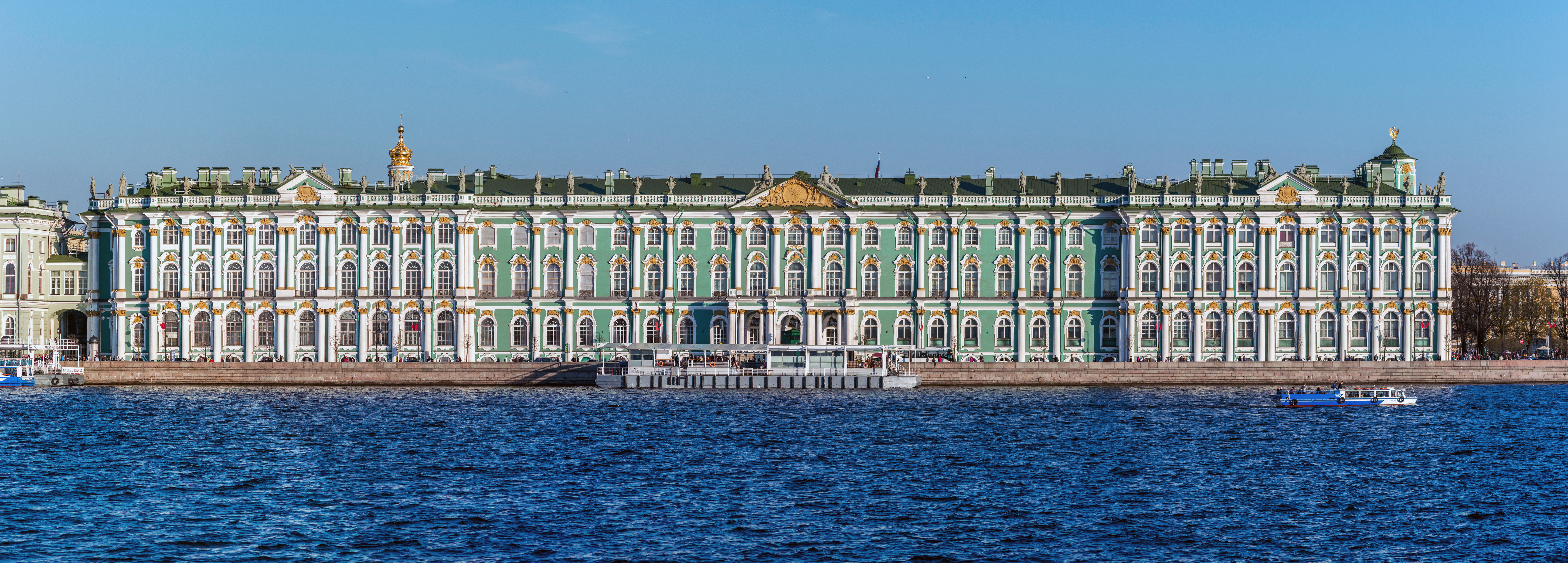
Winterpalast (von der Newa aus aufgenommen)

Rasputin etablierte sich nun schnell in den Salons der verschiedenen Gesellschaften St. Petersburgs, und bald verloren dort all die vielen anderen Wunderheiler und mystischen Prediger an Einfluss, an erster Stelle der Franzose Monsieur Philippe, der durch die Vermittlung von Papus am Zarenhof eingeführt worden war und von der Presse als „Cagliostro unseres Zeitalters“ hochgejubelt wurde. Rasputin wurde zum Star und zum Liebling einflussreicher Damen, die Wunderdinge von ihm erwarteten. Aber auch wichtige Personen in Gesellschaft und Politik gehörten bald zu seinem Freundeskreis. Am 15. Oktober 1906 wurde Rasputin von Zar Nikolaus II. in seinem Palast im Peterhof empfangen.
Ein erklärter Gegner Rasputins, der Feldgeistliche Georgi Schawelski, beschrieb Rasputin so: „Auf exaltierte Personen, die über keinerlei Beobachtungsgaben verfügten, konnte Rasputin in der Tat einen starken Eindruck machen. Seine ganze Persönlichkeit, seine Worte, seine Redensarten hatten etwas Geheimnisvolles an sich. Er hatte tiefliegende, stechende, ja fast erschreckende Augen, eine enge Stirn, wirres Haar, einen ungepflegten Bart, sein Reden war abgehackt, undeutlich, rätselhaft mit pausenlosen Anspielungen und Verweisungen auf Gott; er bewegte sich lebhaft; in seinen Urteilen war er kühn, mutig und duldete keine Widerrede. Dabei sprach er autoritär und nahm keine Rücksicht auf die Person des Gesprächspartners. All das überraschte die einen, schlug aber andere in seinen Bann. Ohne Zweifel hob sich Rasputin von der Masse ab. Man konnte ihn nicht übersehen.“
Auch der Schriftstellerin Nadjeschda A. Teffi (bekannt unter dem Namen Butschinskaja) missfiel Rasputin, und sie beschrieb seine zweifellos auffallende Erscheinung folgendermaßen: „Er war in einen schwarzen russischen Tuchkaftan gekleidet und stand in hohen Stiefeln da, trat ständig unruhig von einem Bein auf das andere, stieß seine Nachbarn mit der Schulter an … Er war ziemlich hoch gewachsen, muskulös, wirkte irgendwie streng, sein Bart hing in dünnen Strähnen herunter […] Der Blick, der einen aus seinen eng beieinanderliegenden, unter triefenden Haarsträhnen glänzenden Augen traf, war stechend; doch er ruhte nicht, sondern irrte unstetig hin und her. Die Augen waren wohl grau, doch sie glänzten so sehr, dass ihre Farbe eindeutig zu bestimmen nicht möglich war. Unruhig waren sie. Wenn er etwas sagte, ließ er sogleich seinen Blick über die Zuhörer schweifen, wie um deren Reaktion zu ergründen – denken sie darüber nach, befriedigen sie seine Worte, oder ist man erstaunt?“

#### Zusammentreffen mit Anna Wyrubowa (1907)

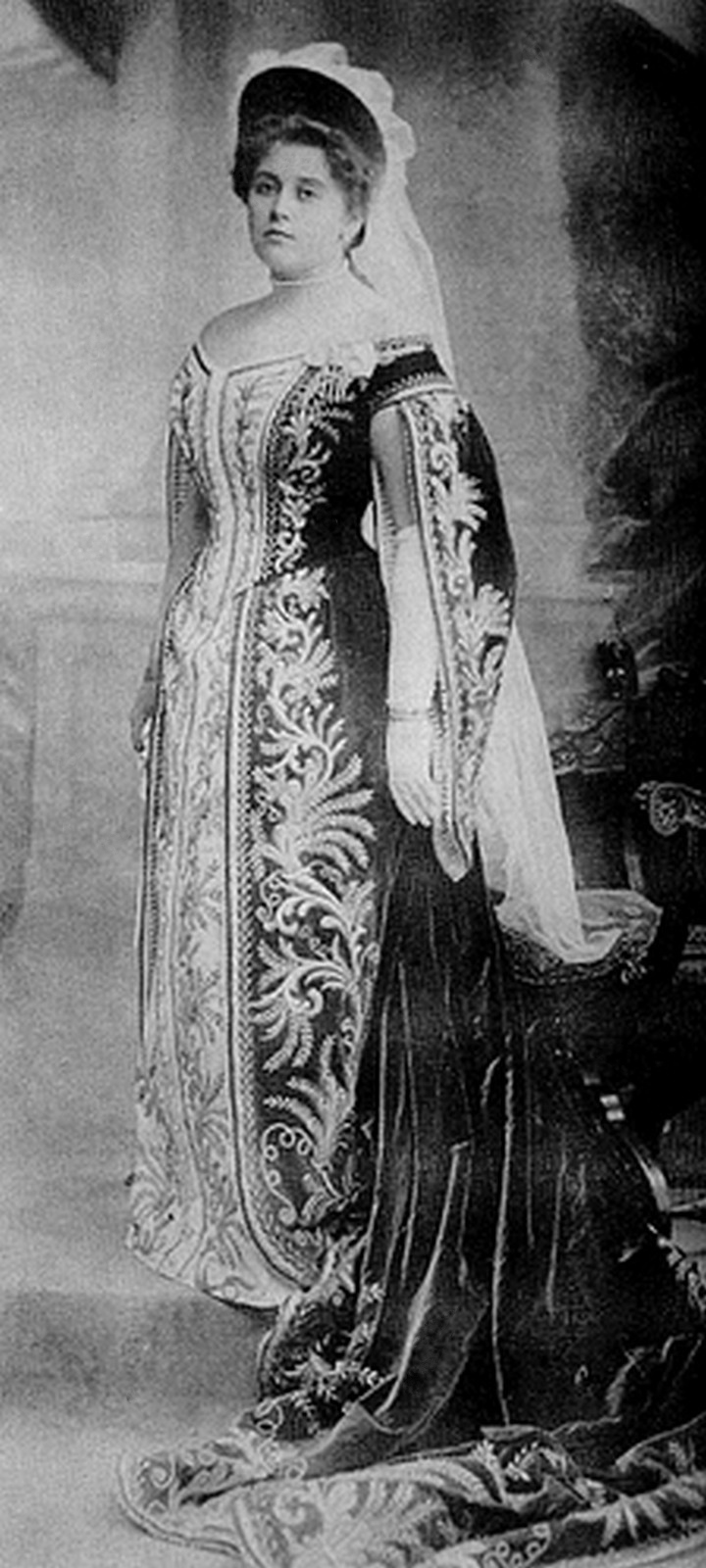
Anna Wyrubowa

Bedeutsam für die weitere Zukunft wurde sein Zusammentreffen mit der Hofdame Anna Tanejewa im Frühling 1907. Die Tochter des Komponisten Tanejew war eine enge Vertraute der Zarin und sollte auf deren Wunsch den Marineoffizier Alexander Wyrubow heiraten. Anna Tanejewa schrieb später, Rasputin hätte ihr eine unglückliche Ehe vorausgesagt. Seine Briefe an sie aus dieser Zeit beweisen jedoch das Gegenteil. Er beglückwünschte sie und nannte ihren zukünftigen Ehemann „ein goldenes Kreuz“. Die Heirat fand am 30. April 1907 statt, die Ehe hielt aber nur einen Monat. Als kurz nach der Hochzeit die Eheprobleme nicht mehr ignoriert werden konnten, riet Rasputin der unglücklichen Gattin schriftlich zur Geduld und versprach ihr ein gutes Ende. Doch es kam anders. Anna Wyrubowa, die später ihrem Ehemann sexuelle Impotenz und einen Hang zu Sadismus vorwarf, wurde von ihm brutal zusammengeschlagen, und die Ehe wurde nach einem Jahr geschieden. Rasputin bot der geschiedenen Frau nun Trost an und versprach ihr in einem Brief vom 1. Juli 1908, dass sie, die „Leidende“, deren Gatte sie „verleumdet“ hätte, Frieden finden werde, wenn sie „ihre Qualen vor dem Throne des Allmächtigen ausgießen werde“. Die schmerzvolle Ehescheidung stärkte ihre religiöse Leidenschaft und brachte sie noch näher zur Zarin und zu Rasputin.

#### Die Blutung des Zarewitschs im Jahr 1907
Im Herbst des Jahres 1907 hatte der Zarewitsch einen kleinen Unfall, der aber durch die Bluterkrankheit des Jungen bedrohliche Ausmaße annahm. Der erste Unfall hatte sich im Jahr 1906 ereignet und war glimpflich verlaufen, aber nun konnten die Ärzte die innere Blutung nicht stillen, sondern nur die Schmerzen durch Morphin lindern.
Nachdem die Ärzte der Zarenfamilie erklärt hatten, dass sie für den Zarensohn nichts mehr tun könnten, empfahl die Großfürstin Anastasia als letzte Möglichkeit, Rasputin zu holen, über den so viele Wunderdinge gesagt wurden. Das Zarenpaar willigte ein, und daher wurde Rasputin über einen Hintereingang – beim Eintritt über den Vordereingang hätten erst viele Formulare des Sicherheitsdienstes ausgefüllt werden müssen – in den Palast gebracht. Es gibt viele Interpretationen, was damals im Zarenpalast geschah. Auf jeden Fall kam die Blutung des Zarensohns nach dem Eintreffen Rasputins schnell zum Stillstand, und die Komplikationen verschwanden in einer für die Ärzte unverständlich kurzen Zeit.
Der Palastkommandant, Generalmajor Wojejkow, beschrieb die Sache so: „Vom ersten Augenblick an, da Rasputin am Krankenbett des Thronfolgers erschien, trat Besserung in dessen Zustand ein; offenbar genügte es, dass Rasputin einige Gebete gemurmelt und auf Alexej eingeredet hat…“. Ähnlich wurde die Situation auch von der Hofdame Lili Dehn beschrieben.
Für die Zarin, die seit der ersten Blutung täglich gebetet hatte, war Rasputin der ihr von Gott geschickte Heilige und Helfer. Sie glaubte an seine – auch anderswo geäußerte – Aussage „Vertraue in meine Gebete; vertraue in meine Hilfe, und dein Sohn wird leben.“

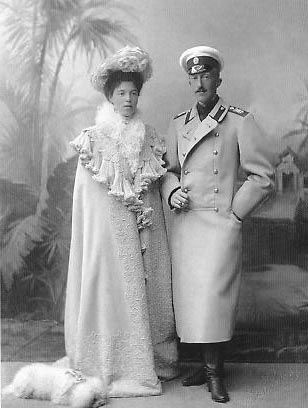
Großfürstin Olga Alexandrowna (links) mit ihrem Ehemann Peter Friedrich Georg von Holstein-Gottorp, 1901

Über die Heilung des Zarewitschs im Jahr 1907 schrieb die Zarenschwester Olga Alexandrowna, die zu dieser Zeit im Palast war, Folgendes:
„Aleksej war knapp drei Jahre alt und beim Spielen im Park von Zarskoje Selo gestürzt. Er weinte nicht einmal, sein Bein zeigte keine größere Wunde, doch der Sturz hatte innere Blutungen in Gang gesetzt, und innerhalb weniger Stunden litt er unter größten Schmerzen… Es war die erste Krise von so vielen, die folgen sollten. Das arme Kind lag da, den kleinen Körper gekrümmt vor Schmerzen, das Bein schrecklich geschwollen, unter den Augen dunkle Ränder. Die Ärzte waren schlicht nutzlos. Sie schauten angstvoller als wir und flüsterten ständig untereinander. Es gab anscheinend nichts, was sie tun konnten, und es vergingen Stunden, bis sie alle Hoffnung aufgaben. Nun sandte Alicky (die Zarin) eine Nachricht an Rasputin nach Petersburg. Er kam nach Mitternacht in den Palast. Am Morgen traute ich meinen Augen nicht: der Kleine war nicht nur am Leben, sondern gesund. Er saß aufrecht im Bett, das Fieber war weg, die Augen waren klar und hell – und keine Spur mehr von der Schwellung am Bein! Der Schrecken des Vorabends wurde zu einem unglaublichen fernen Albtraum. Ich erfuhr von Alicky, dass Rasputin das Kind nicht einmal berührt hatte, sondern nur am Fußende des Bettes gestanden und gebetet hatte. Natürlich kamen einige Leute sofort auf die Idee, dass Rasputins Gebete einfach mit der Genesung meines Neffen zusammengetroffen wären. Zum einen würde jeder Arzt Ihnen erzählen, dass solch eine ernste Erkrankung nicht innerhalb von wenigen Stunden geheilt werden kann. Davon abgesehen, würde der Zufall als Erklärung, sagen wir, ein- oder zweimal ausreichen, aber ich konnte schon nicht mehr zählen, wie oft dies vorkam.“

#### Zu Gast am Zarenhof (1907)
Nach dieser Heilung des Zarewitschs wurde Rasputin zunächst jeden Abend im Hof eingeladen. Insbesondere die Kinder mochten diesen so andersartigen Menschen. Zunächst kam er, um Aufsehen zu vermeiden, durch den Hintereingang des Palastes; dann, als Gerüchte über diese Besuche aufkamen, kam er über den Vordereingang. Die Gerüchte wurden aber immer lauter und gewagter. Beim Hofklatsch wurde Rasputin bereits der Titel des „kaiserlichen Lampenputzers“ verliehen und das Ansehen, das Rasputin am Hof genoss, einem intimen Verhältnis mit der Zarin zugeschrieben.

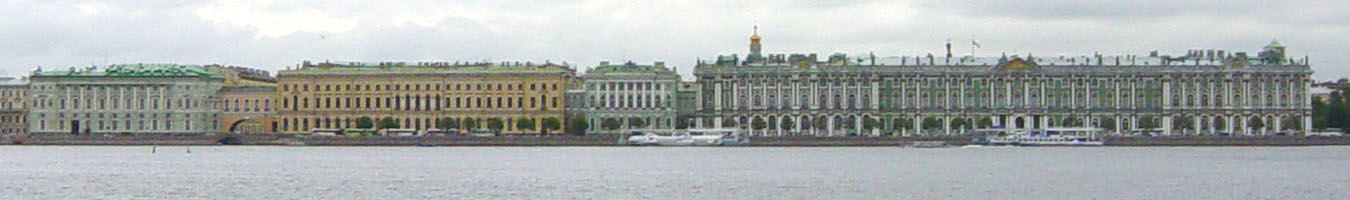
Der Winterpalast mit Eremitage

So wurde dann festgelegt, dass Rasputin den Palast nur noch in Ausnahmefällen betreten sollte, zum Beispiel bei Blutungen des Zarensohns, und diese Blutungen traten auch noch oft auf. Der Zar schränkte die Treffen mit Rasputin auf ein Minimum ein, und die Zarin traf sich mit Rasputin im Haus der Hofdame Anna Wyrubowa. Allerdings gab auch dies weiteren Gerüchten Auftrieb.

#### Gesellschaftlicher Abstieg (1908–1912)

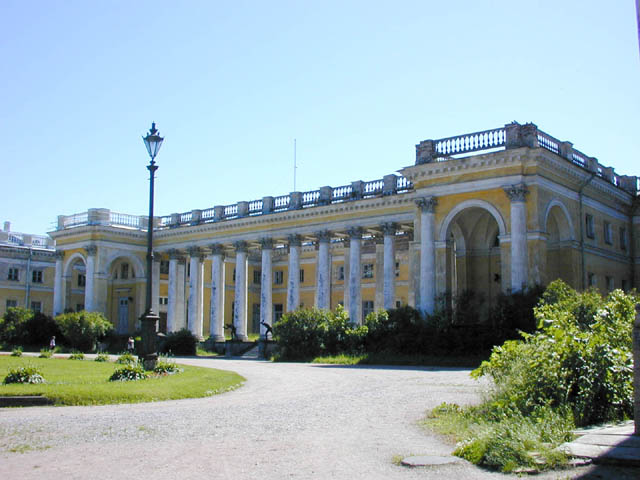
Alexanderpalast in Zarskoje Selo

Bald darauf begannen öffentliche Beschuldigungen über sexuelle Entgleisungen Rasputins. Der Zar wollte Gewissheit und beauftragte im Frühjahr 1908 seinen Palastkommandanten, General Djadjulin, die Sache zu untersuchen. Dieser leitete den Auftrag an den Staatssicherheitsdienst weiter, der zum Schluss kam, Rasputin könne seine sexuellen Triebe nicht im Zaum halten. In seiner Heimat habe er Frauen verführt, und in St. Petersburg triebe er sich mit leichten Mädchen herum. Dieses Untersuchungsergebnis wurde an den Ministerpräsidenten Stolypin weitergeleitet, der dem Zaren dieses Ergebnis präsentierte. Der Zar weigerte sich, Konsequenzen zu ziehen, da er ihn wegen seines Sohnes brauchte. Stolypin ließ die Untersuchung aber weiterlaufen. Als weitere Einzelheiten zu der Anklage hinzukamen, wollte Stolypin Rasputin unbedingt wieder nach Sibirien abschieben. Für Rasputin wurde die Lage unangenehm, und er reiste Mitte des Jahres 1908 in seine Heimat nach Pokrowskoje ab.
Das Jahr 1909 verbrachte Rasputin teils in Pokrowskoje und teils beim bekannten Mönch Iliodor (bürgerlich Sergei Trufanow, 1880–1952) in dessen Kloster in Zarizyn (heute Wolgograd), den er mehrmals besuchte. Im Sommer 1909 stattete Iliodor einen mehrtägigen Gegenbesuch in Pokrowskoje ab und scheint dabei heimlich Rasputins Haus durchsucht zu haben; auf jeden Fall stahl er einen Brief der Zarin an Rasputin, dessen Inhalt zu beliebigen Unterstellungen benutzt werden konnte, denn Rasputins Ruf als Wunderheiler am Hofe durfte nicht bekannt werden. Aber noch behielt Iliodor den Inhalt dieses Briefes für sich.

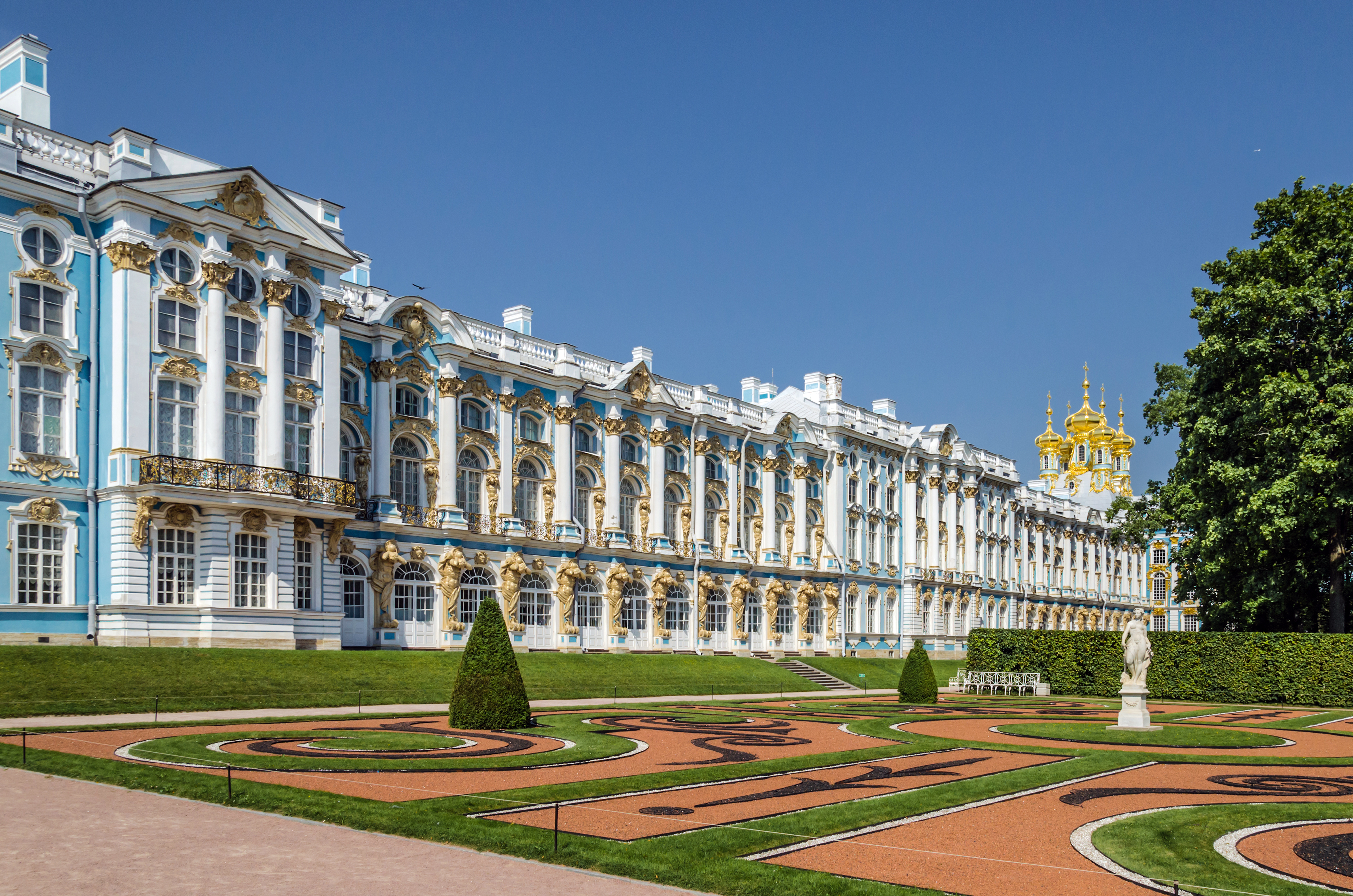
Katharinenpalast in Zarskoje Selo

Nach seiner Rückkehr nach St. Petersburg Anfang 1910 sah sich Rasputin bald wieder Beschuldigungen und Klagen ausgesetzt. So sprachen in der Theologischen Akademie beim Bischof Theophan, dem Beichtvater des Zaren und einem Förderer Rasputins, zwei Frauen vor, die behaupteten, von Rasputin sexuell belästigt worden zu sein. Eine davon, Chionija Berladskaja, erklärte, Rasputin habe sie in einem Eisenbahnwagen sexuell missbraucht, nachdem sie mit ihm gebetet habe.
Rasputin wurde vom Bischof vorgeladen, und da Rasputin diesem keine Erklärung vorbringen konnte, ersuchte Theophan um eine Audienz beim Zaren. Er wurde jedoch nicht vom Zaren, sondern von der Zarin empfangen. Er erklärte ihr, dass sich seiner Meinung nach Rasputin in einem Zustand geistiger Verwirrung befinde. Die Zarin wollte aber von der Sache nichts hören und verwies den Bischof des Palastes. Infolge dieses Streits um die Person Rasputins berichtet Anna Wyrubowa, dass die Zarin Bischof Theophan, ihrem bisherigen Beichtvater, befahl zu gehen, oder sie würde vergessen, dass er ihr Priester war; und sie möchte das nicht vergessen. Bald darauf verließ Bischof Theophan St. Petersburg.
Wahrscheinlich aufgrund des stetigen Stresses wegen der Sorge um die Gesundheit ihres Sohnes wurde die Zarin inzwischen immer wieder von einem Nervenleiden heimgesucht. Die Ärzte waren machtlos, und sie musste die Zeit bis zum Abklingen des Leidens im Rollstuhl zubringen. Die Zarin hatte andere Sorgen als die Eskapaden Rasputins in einem Eisenbahnwaggon.

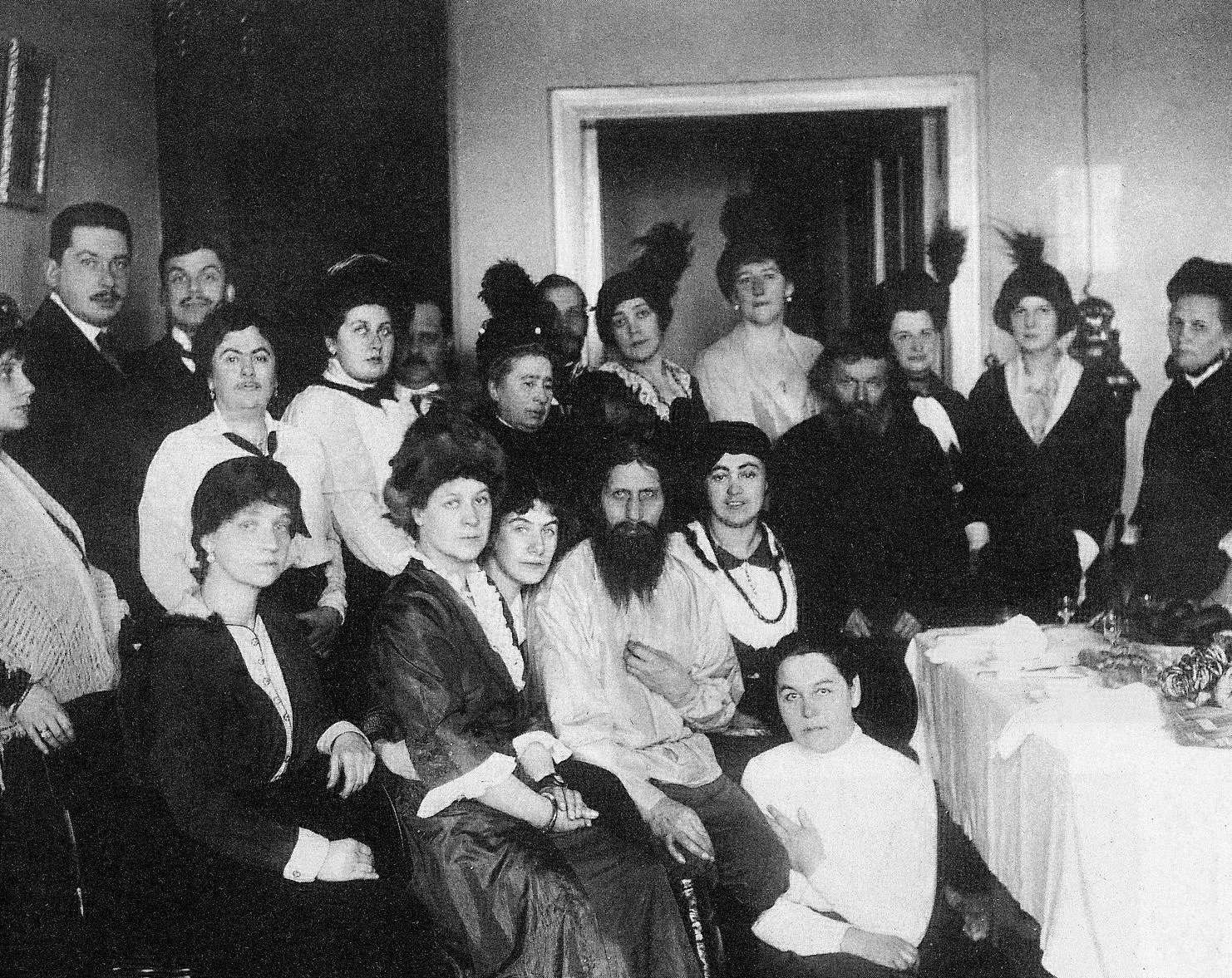
Rasputin (Anfang 1914) mit Bewunderern, u. a. sein Vater als 4. von rechts. Fotograf Karl Bulla

Im Frühjahr und Sommer des Jahres 1910 begannen sich nun einige Zeitungen auf Rasputin einzuschießen und veröffentlichten über ihn ganze Serien, nicht zuletzt um seinen vermeintlichen Einfluss zu bekämpfen. Auch versuchten die Bolschewisten über die Person Rasputin das Ansehen der Zarenfamilie zu untergraben. Ministerpräsident Stolypin forderte den Zaren bei einer Audienz noch einmal auf, Rasputin abzuschieben.
Indessen wirbelten Affären aus dem Umkreis des Thrones weiteren Staub auf. Eine Anfrage der Hofdame Sophija Tjutschewa, ob es nicht für Zarentöchter unwürdig sei, dass sie von Rasputin angeblich abends regelmäßig in ihrem Zimmer aufgesucht würden, während sie schon im Nachthemd waren, blieb zunächst bei der Zarin ergebnislos, worauf Tjutschewa beim Zaren vorsprach. Nach ihrer Aussage antwortete der Zar: „Und was würden Sie sagen, wenn ich Ihnen gestehen würde, dass ich diese schwierigen Jahre nur dank seiner Gebete überlebte?“ Tjutschewa blieb jedoch bei ihren Einwänden gegen Rasputin, den sie selbst noch nie am Hof gesehen hatte.
Nach einem regelrechten Feldzug gegen das ihrer Meinung nach verderbliche Treiben Rasputins am Hof wurde Tjutschewa vom Zaren zunächst für zwei Monate vom Dienst am Zarenhof beurlaubt. Daraufhin quittierte die Hofdame ihren Dienst und schob in der Öffentlichkeit die Schuld auf Rasputin. So wurde bald, mit Bezug auf Sophija Tjutschewa, die Behauptung weitererzählt, Rasputin sei der geistige Führer der Zarenfamilie, er sei ein ständiger Besucher des Zarenhofes und bade die Zarentöchter.
Anna Wyrubowa beschrieb ihre Erfahrungen mit dem allgemeinen Klatsch so: „… Als ich einmal in Moskau weilte, musste ich von meinen Verwandten …anhören, dass Rasputin fast täglich im Schloss weile, die Großfürstinnen bade und dergleichen mehr, wobei Fräulein Tjutschewa stets als Kronzeugin für alle diese Vorgänge genannt wurde.“ Besonderes Gewicht bekamen die Anklagen auch dadurch, dass Sophija Tjutschewa einer sehr angesehenen und einflussreichen Familie entstammte. Als Reaktion auf diese öffentlichen Anschuldigungen wurde vom Zaren festgelegt, dass Rasputin den Palast nicht mehr betreten solle. Weitere Treffen fanden nun im Haus von Anna Wyrubowa statt.
Im August des Jahres 1910 erfolgte kurz nach einer erneuten Rückkehr Rasputins aus seiner Heimat der erste Mordversuch. Fünf Männer versuchten, Rasputin mit einem Auto zu überfahren. Der Vorfall wurde nie aufgeklärt.
Ministerpräsident Stolypin wollte nun endlich Rasputin aus St. Petersburg weghaben und sprach beim Zaren vor. Der schlug eine Unterredung zwischen Stolypin und Rasputin vor, die dann auch stattfand. Stolypin beschrieb Rasputin gegenüber dem Dumapräsidenten Rodsjanko als einen Menschen, der bei jeder Gelegenheit die Bibel zitiere, händeringend in seinen Bart brumme und erkläre, er habe sich keine einzige der Abscheulichkeiten zuschulden kommen lassen, die man ihm vorwerfe. Stolypin schrieb weiter: „Ich spürte eine unüberwindliche Abneigung in mir aufkommen. Dieser Mann hatte eine gewaltige magnetische Kraft und löste in mir eine starke Gemütsbewegung aus, und sei es nur eine des Widerwillens. Ich beherrschte mich, erhob die Stimme und hielt ihm entgegen, dass sein Schicksal mit den Dokumenten, die ich besitze, sich in meiner Hand befinde.“
Um Zeit zu gewinnen, einigte man sich mit Rasputin darauf, Anfang des Jahres 1911 seine schon früher gewünschte Reise nach Jerusalem anzutreten. Er schrieb über diese Reise ein Büchlein unter dem Titel Meine Gedanken und Reflexionen, das 1915 von der Zarin herausgegeben und finanziert wurde. Es wurde niemals verkauft, jedoch von Rasputin als Geschenk an seine Bewunderer verteilt. Er schreibt darin:

„Ich beendete meine Reise durch die Ankunft in der Heiligen Stadt Jerusalem über die Hauptstraße.[…]
Wie kann ich die Minute beschreiben, als ich mich dem Heiligen Grab näherte!
So fühlte ich, dass dies ein Grab der Liebe ist, und das war ein so starkes Gefühl, dass ich bereit war, jeden zu umarmen, und eine solche Menschenliebe fühlte, dass jedermann ein Heiliger zu sein schien, weil Liebe nicht erlaubt, die menschlichen Schwächen zu sehen.[…]
Was für einen großen Eindruck macht Golgatha![…] Wenn man einmal einen Blick auf den Ort wirft, wo die Mutter Gottes stand, beginnen die Tränen von selbst zu fließen, und man sieht alles mit dem geistigen Auge.“

Er besuchte Gethsemane, den Fluss Jordan, Jericho und Bethlehem. Die orthodoxe Ostermesse im Heiligen Land, die in diesem Jahr am 10. April gefeiert wurde, war für ihn auch mit Enttäuschungen verbunden. Er fühlte sich vom überbordenden Pilgerbetrieb und vom kitschigen, zum Verkauf dargebotenen Tand abgestoßen und wurde in seiner Überzeugung bestärkt, der Teufel sei überall. Auch die katholische Ostermesse behagte ihm nicht, und bei seiner Rückkehr bat er die Regierung, Russen zur Wallfahrt ins Heilige Land zu bewegen, damit sie nach ihrer Rückkehr als Botschafter der orthodoxen Kirche und des Zarentums dienen sollten.
Am 4. Juni kam er nach St. Petersburg zurück, brachte der Zarenfamilie Geschenke und bezog bei einem Freund, dem Journalisten Georgi Sasonow, Quartier. Eine eigene Wohnung hatte Rasputin noch immer nicht.
Im Herbst 1911 war die Stelle des Bischofs von Tobolsk neu zu besetzen. Dies war eine wichtige Position und mit Macht und Einfluss im Heiligen Synod verbunden. Der Heilige Synod bestimmte den berühmten Mönch Iliodor, den früheren Bekannten Rasputins, als Kandidaten und erwartete, dass der Zar – als Oberhaupt der russischen Kirche – diesem Vorschlag wie üblich formal zustimmen würde. Über das Weitere gibt es verschiedene Darstellungen, darunter eine von Maria Rasputin. Sicher ist, dass der Zar Rasputin zu der Sache befragte. Iliodor war ihm wegen früherer Ereignisse suspekt, und Rasputin, der ja aus dieser Gegend kam, empfahl dem Zaren den früheren Bekannten Barnabas, der in einem Kloster Gärtner war, in dem Rasputin die Pferde versorgt hatte. Der Zar ließ Barnabas holen, war von ihm überzeugt und ernannte diesen statt des vorgeschlagenen Iliodors zum Bischof. Diese Entscheidung des Zaren wurde vom Heiligen Synod mit ungläubigem Erstaunen aufgenommen. Die Kirchenleitung sowie die daran beteiligten politischen Kräfte sahen diese Entscheidung als Resultat einer Intrige Rasputins, und der Mönch Iliodor wurde von nun an zu seinem erbitterten Feind.

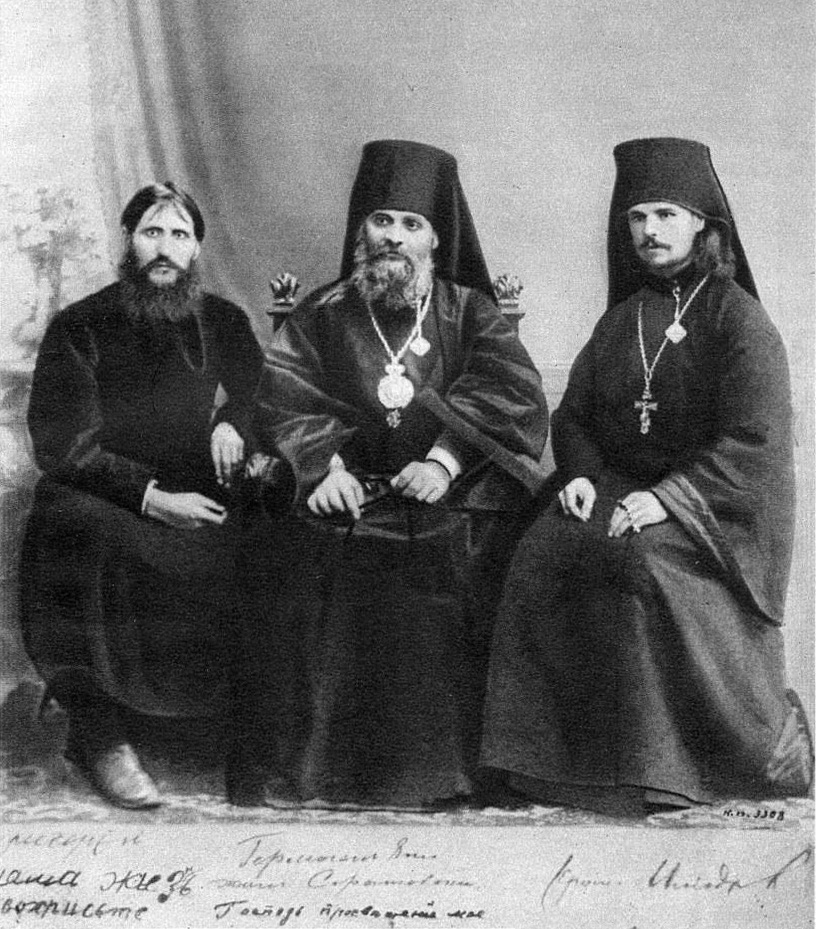
Rasputin, Hermogen und Iliodor

Aufgrund der anhaltenden Vorwürfe wurde Rasputin ins bischöfliche Palais von St. Petersburg geladen. Das Treffen ereignete sich in der Dienstwohnung von Bischof Hermogen in Anwesenheit anderer Geistlicher. Anwesend waren unter anderem Mitja Koljaba, der früher auch einmal bei der Zarin als Hellseher und Heiler aufgetreten war und sich nun von Rasputin ausgestochen fühlte, sowie der nun verfeindete Iliodor. Rasputin sollte beim Bischof seine Schandtaten präsentiert bekommen, einschließlich einer angeblichen sexuellen Beziehung zur Zarin und Vergehen an Frauen, die bei ihm geistlichen Beistand gesucht hatten. Der Bischof wollte ihn, falls er keine Entschuldigungen vorbringen könne, kraft seines Amtes verpflichten, St. Petersburg zu verlassen.
Allerdings entwickelte sich eine kräftige Schlägerei in der Wohnung des Bischofs. Rasputin gelang dank seiner großen Körperkräfte, schwer am Kopf blutend, die Flucht. Wegen dieses Vorfalls verbannte der Zar, mit der Verfügung vom 3. Januar 1912, den Bischof Hermogen in die Provinz nach Grodno, Iliodor wurde der Rang eines Abtes aberkannt und sollte in ein weitab gelegenes Kloster im Kreis Wladimir ziehen.
Der Fall zog kirchenintern schwere Verstimmungen nach sich und löste in der Öffentlichkeit einen Skandal aus. Es wurde dem Zaren das Recht abgesprochen, eigenmächtig derart rigoros gegen einen Bischof vorzugehen, denn nach kanonischem Brauch hätte dieser Fall von einem Konzil behandelt werden müssen. Selbst der deutsche Kaiser Wilhelm II. schrieb in einem Brief an den Zaren: „…Doch diese eure Neigung stellt Euch auf eine Ebene mit dem Pöbel. Seid auf der Hut… Der Name der Zarin wird in einem Atemzug mit dem irgendeines suspekten Emporkömmlings genannt! Das ist unmöglich.“
Im Januar 1912 veröffentlichte Iliodor nun den Brief, den er 1909 im Hause Rasputins gestohlen hatte, und leitete unter anderem daraus eine sexuelle Beziehung Rasputins zu der Zarin ab, die ihm angeblich hörig sei. Der Inhalt des Briefes wurde in den St. Petersburger Salons nach Belieben abgeschrieben, weiter ausgeschmückt und zusammen mit weiteren, zunehmend erfundenen Briefen herumgeboten. Die Situation verschlimmerte sich noch dadurch, dass die Zarin, wie auch der Zar, sehr zurückgezogen lebte, und dass ihr gegenüber, als Deutsche, viele Personen der russischen Gesellschaft ohnehin feindselig eingestellt waren.
Die Zarin erlitt einen Herzanfall und forderte Rechenschaft von Rasputin, der in Pokrowskoje weilte. Rasputin antwortete mit einem Telegramm: „Liebste Mama! Was für ein Hund, dieser Iliodor! Ein Dieb! Stiehlt Briefe! Schweinerei! Muss sie aus dem Schrank geklaut haben. Der will sich Pope nennen – und dient dabei dem Teufel. Denke daran. Er hat lange Zähne, der Dieb. Grigori.“

#### Rückkehr nach Pokrowskoje (Februar 1912)
Die „Sache Rasputin“ drohte überzukochen. Sowohl Ministerpräsident Kokowzow wie auch der Dumapräsident Rodsjanko sprachen im Februar beim Zaren vor, und in der Duma gab es eine von 49 Unterzeichnern unterstützte Anfrage an den Innenminister Makarow bezüglich einer vom Zaren angeordneten unrechtmäßigen Beschlagnahme der Rasputin feindlich gesinnten Presseorgane. Der Zar hatte zeitweilig eine Berichterstattung über Rasputin verboten und zuwiderhandelnde Zeitungen geschlossen.
Nach einem Gespräch zwischen dem Zaren und Kokowzow wurde festgelegt, dass Rasputin St. Petersburg verlassen und nicht mehr betreten solle. Nach einem Bericht der Ochrana verließ Rasputin am 18. Februar 1912 St. Petersburg und gelangte am 22. Februar nach Pokrowskoje.

#### Die Blutung des Zarewitschs im Oktober 1912
Im Oktober des Jahres 1912 machte die Zarenfamilie eine Jagdpartie im Białowieża-Urwald und in Spała (heute in Polen). Beim Aussteigen aus einem Ruderboot stürzte der Zarewitsch am 2. Oktober. Die Blutungen erschienen zunächst nicht weiter schwer, nicht anders als bei anderen kleineren Blutungen, aber diesmal blieben alle Maßnahmen der Ärzte, die Blutung zu stoppen, erfolglos. Zwar wurden weitere Ärzte, der Chirurg Ostrowskij und der Kinderarzt Rauchfuss, aus Russland herbeigerufen, aber auch sie konnten nicht helfen. Der Zustand des Zarewitschs verschlechterte sich immer weiter. Das Fieber stieg auf 39,5 Grad, der Puls stieg auf 144 Schläge, man versuchte die Schmerzen mit Morphium zu dämpfen, und das Bein schwoll immer weiter an.
Die Hofdame Anna Wyrubowa beschrieb die Situation in den folgenden Wochen als endlose Tortur für den Jungen und für alle, die seine ständigen Schmerzensschreie hören mussten. Am 10. Oktober erklärten die Ärzte die Lage aus medizinischer Sicht für aussichtslos, und dem Zarewitsch wurden die Sterbesakramente der orthodoxen Kirche erteilt. Völlig abweichend von den Gepflogenheiten des Hofes wurde eine Meldung über den schlechten Gesundheitszustand des Zarensohnes veröffentlicht.
In dieser Situation beauftragte nun die Zarin Anna Wyrubowa, Rasputin zu Hilfe zu rufen, zu dem der Zar die Verbindung abgebrochen hatte. Das Telegramm vom 11. Oktober lautete, nach Aussagen von Maria Rasputin, die es ihrem Vater vorlas, folgendermaßen: „Ärzte hoffnungslos. Unsere einzige Hoffnung sind Ihre Gebete.“
Rasputin telegraphierte folgende Antwort an die Zarin: „Habe keine Angst. Gott hat deine Tränen gesehen und deine Gebete erhört. Dein Sohn wird leben. Die Ärzte sollen ihn nicht weiter quälen.“
Was nachher genau passierte, bleibt unklar, Rasputin äußerte sich jedenfalls nie darüber. Zu Beginn des 20. Jahrhunderts war Hämophilie ein unheilbares Leiden. Die einzige Hoffnung für jemanden, der an dieser Krankheit litt, war zu dieser Zeit, dass die Blutung von allein aufhören würde.
Tatsächlich stabilisierte sich der Zustand des Zarewitschs und verbesserte sich in den darauffolgenden Tagen langsam wieder. Die innere Blutung war ausgestanden. Es dauerte aber noch mehrere Monate, bis der Zarewitsch sich von den Strapazen erholte. Von nun an stand für die Zarin wie auch für ihre Vertraute Anna Wyrubowa unumstößlich fest, dass nur Grigori Rasputin mit seinen gottgegebenen Heilkräften die Krankheit des Zarewitschs beherrschen könne. Aus Dankbarkeit und auch, um die Heilung des Zarewitschs weiter zu begleiten, durfte Grigori Rasputin wieder nach St. Petersburg zurückkehren. Im Dezember 1912 wurde die gesamte Familie Rasputin von der Zarin im Haus von Anna Wyrubowa empfangen. Der Zar fehlte bei dieser Begegnung.

#### Die Zeit bis zum Kriegsbeginn (1913–1914)
Nach der Genesung des Zarewitschs von einer vor der Bevölkerung geheimgehaltenen Krankheit, der angeblichen Beteiligung des Wunderheilers Rasputin und dessen Rückkehr nach St. Petersburg, kochte die Gerüchteküche wieder über. Gerade weil eine klare Erklärung fehlte, konnte jede Geschichte nach allen Richtungen ausgeschmückt werden.
Im Frühjahr 1913 unternahm die Zarenfamilie eine Reise zum Liwadija-Palast in Jalta. Der Zarewitsch konnte aufgrund seines Anfalls vom Vorjahr immer noch nicht richtig gehen und stürzte wieder. Es zeigte sich wieder ein schmerzhafter Bluterguss am Knie, der sich ausweitete. Da Rasputin nicht weit entfernt weilte, fragten die Eltern nicht weiter nach den Ärzten, sondern holten sofort Rasputin. Rasputin versank in ein Gebet und erklärte anschließend, der Zarewitsch solle ein paar Tage im Bett verbleiben, dann werde der Bluterguss wieder verschwinden, der Ärzte bedürfe es nicht. In der Tat ging der Bluterguss zurück. Die Ärzte behaupteten, dies sei bei einem solchen Bluterguss eigentlich normal, während die Zarin sich von der göttlichen Heilkraft Rasputins erneut bestätigt fühlte.

#### Erste Einmischung in die Politik (1913)
Im Frühjahr 1913 mischte sich Rasputin das erste Mal öffentlich in politische Angelegenheiten ein. Infolge der österreichischen Annexion Bosniens und Herzegowinas 1908 stellte sich die Frage, ob dies für Russland ein Kriegsgrund sei. Der Oberbefehlshaber des russischen Heeres, Großfürst Nikolai Nikolajewitsch Romanow, ein Anhänger des Panslawismus, drängte auf einen Krieg, während Rasputin den Zaren überzeugen wollte, sich zurückzuhalten. Dem Journalisten Rasumowski erklärte er in einem Interview: „Der Krieg ist eine schlechte Sache …. Mögen die Deutschen und die Türken sich gegenseitig zerfleischen: sie sind blind, denn es ist zu ihrem Unglück.“
Der Zar reiste im Mai 1913 nach Berlin, und die Sache wurde erst einmal aufgeschoben.
Diese beginnenden politischen Äußerungen Rasputins geschahen aber in einer sehr heiklen politischen Konstellation. Es gab stets Streit zwischen dem Zaren, der sich als die entscheidende Instanz ansah, und der Duma, die auf größere Zuständigkeiten pochte. Zwar gestalteten die Minister die Politik, sie waren jedoch vom Vertrauen des Zaren abhängig. Dass auf einmal der obskure Rasputin, der durch nichts legitimiert war, an den Politikern vorbei direkt beim Zaren vorsprach, war für die russischen Politiker ein sehr beunruhigender Vorgang.

#### Das Attentat im Juni 1914
Beim Attentat am Sonntag 29. Junijul. / 12. Juli 1914greg.
wurde Rasputin in seinem Heimatort von der aus Sysran stammenden und aus Zarizyn nach Pokrowskoje gekommenen Kleinbürgerin Chinija Gussewa (* 1881) niedergestochen und lebensgefährlich verletzt. Bei dem Angriff wurde der Darm aufgeschlitzt. Rasputin wurde zu Hause operiert, und es galt als Glücksfall, dass er diesen Angriff überlebte. Rasputin blieb vom 3. Juli bis zum 18. oder 20. August im Krankenhaus von Tjumen, während in Europa am 19. Julijul. / 1. August 1914greg. der Erste Weltkrieg begann.
Rasputin beschuldigte den Mönch Iliodor, Gussewa angeleitet zu haben, konnte dafür aber keine Beweise liefern. Tatsächlich kannten sich die beiden: Iliodor hatte nach 1908 zeitweise im Haus der Gussews in Zarizyn gelebt und wurde später zweimal an seinem Wohnort ab 1912 bei der Staniza Mariinskaja (heute Oblast Rostow) besucht. Gussewa wurde in eine psychiatrische Heilanstalt in Tomsk eingewiesen. Nach der Februarrevolution 1917 wurde sie auf persönliche Veranlassung des Chefs der Übergangsregierung Alexander Kerenski entlassen; über ihr weiteres Leben ist nichts bekannt. Iliodor floh vor einer möglichen Untersuchung zunächst nach Christiania, 1916 in die Vereinigten Staaten, wo er 1952 starb. 1917 veröffentlichte er unter seinem bürgerlichen Namen Sergei Trufanow ein Buch über Rasputin (Swjatoi tschort, „Der heilige Teufel“).
Rasputin schickte etwa 20 Telegramme an den Zaren, um ihn vor dem Krieg zu warnen, die – nach Aussagen von Anna Wyrubowa – den Zaren sehr verärgerten. Das letzte Telegramm zerriss der Zar, weil er das Gebot der Nichteinmischung in seine politischen Angelegenheiten verletzt sah. Das Telegramm war recht chaotisch und lautete: „Ich glaube, ich hoffe auf Frieden, sie bereiten eine große Freveltat vor, wir sind nicht die Schuldigen, ich kenne all Ihre Qualen, es ist sehr hart, dass wir uns nicht sehen, die Umgebung hat im Herzen insgeheim davon profitiert, konnten sie uns helfen?“ Das Schreiben blieb jedenfalls wirkungslos.
Von den Folgen dieses Attentats erholte sich Rasputin nie mehr richtig, während der Druck auf ihn in der nächsten Zeit immer weiter zunahm. Auch kamen nach dem Attentat immer wieder körperliche Schmerzen auf. Rasputin, der in seinen ersten Jahren in St. Petersburg keinen Alkohol getrunken hatte, suchte immer stärker Zuflucht beim Alkohol und betrank sich nun oft öffentlich bis zur Besinnungslosigkeit. Nach Aussagen seiner Tochter Maria wie auch des Staatssicherheitsdienstes wurde der Alkohol für ihn immer mehr zu einem Ventil gegen den immer stärkeren Druck der Öffentlichkeit. Auch wurden seine Besuche bei Prostituierten immer häufiger, was vom Staatssicherheitsdienst protokolliert und dann in den Salons breitgetreten und ausgeschmückt wurde.

#### Rasputin während der Kriegszeit (1914–1916)

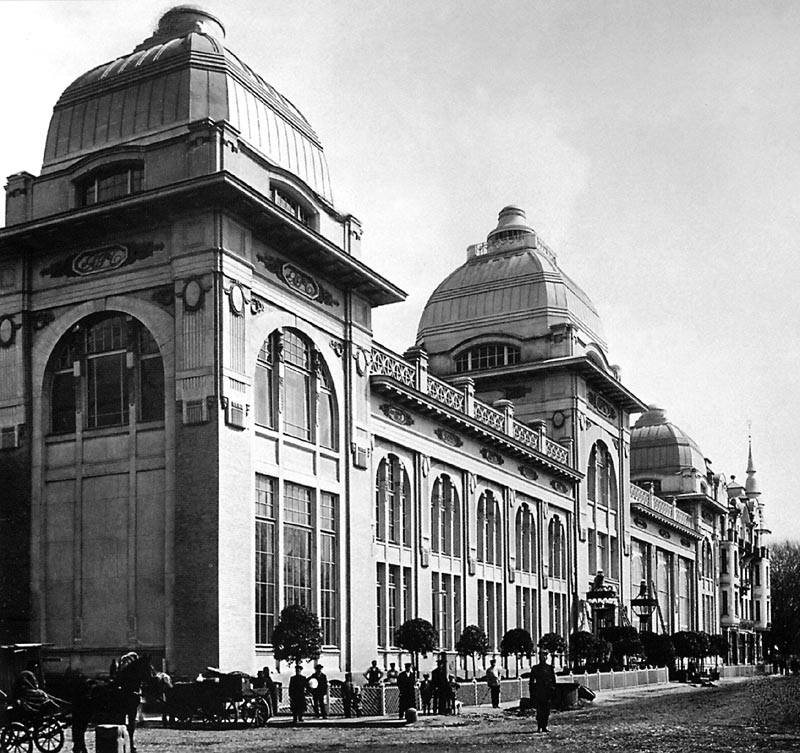
Restaurant Jar, um 1910

Rasputin war bis Ende August 1914 im Krankenhaus in Tjumen und kam dann so schnell wie möglich nach St. Petersburg. Enttäuscht darüber, dass er mit seinen Warnungen vor dem Krieg keinen Anklang fand – auch der Zar wollte von seinen Warnungen nichts wissen, und die Zarin nahm den Kriegsbeginn fatalistisch hin – kehrte er Anfang November 1914 in seine Heimat zurück. Aber schon am 15. Dezember 1914 kam er wieder nach St. Petersburg zurück.
Am 2. Januar 1915 wurde Anna Wyrubowa bei einem Zugunglück schwer verletzt. Man brauchte mehrere Stunden, um sie aus dem Wrack zu befreien; Beine und Wirbelsäule waren verletzt. Wyrubowa war ohnmächtig und wurde in die Zarenresidenz in Zarskoje Sjelo gebracht. Dort bekam sie die Sterbesakramente. Wieder einmal wurde Rasputin gerufen, und nach einem langen Gebet sprach er Wyrubowa an, und diese wachte auf. Rasputin seinerseits eilte sofort in ein Nebenzimmer und wurde dort selbst ohnmächtig. Seit dem Attentat im Juni 1914 war und blieb er selbst geschwächt. Wyrubowa erholte sich langsam wieder, aber es dauerte noch ein halbes Jahr, bis sie das Bett verlassen konnte. Sie konnte nie mehr ohne Krücken gehen.
Am 10. Januar schrieb Rasputin an Anna Wyrubowa folgendes Telegramm: „Obwohl ich nicht in deinem Körper präsent war, so freute ich mich doch im Geist mit dir (englisch: In spirit I rejoiced with you). Meine Gefühle sind die Gefühle von Gott ….“
In der ersten Jahreshälfte 1915 fiel Rasputin durch öffentliche Skandale auf. Früher trank er heimlich, nun betrank er sich öffentlich. Einen Höhepunkt erreichten seine Ausfälle am 25. März 1915 im feudalen Restaurant Jar in Moskau, das 1910 vom Architekten Adolf Wilhelm Erichson als luxuriöses Jugendstil-Etablissement umgebaut worden war. Rasputin, völlig betrunken, belästigte die Sängerinnen, stieg auf den Tisch, um mitzutanzen, machte sich über die Zarin lustig und machte alle Dummheiten eines Betrunkenen. Der Staatssicherheitsdienst und die Presse schrieben alles mit, und der Skandal war landesweit.
Rasputin wurde vom Zaren und der Zarin zu seinem Verhalten befragt, er versprach Besserung. Trotzdem war sein Verbleiben in St. Petersburg nicht mehr möglich. Im Juni 1915 reiste Rasputin wieder nach Pokrowskoje in seine Heimat zurück.

#### Der Zar reist in das Truppenhauptquartier (August 1915)

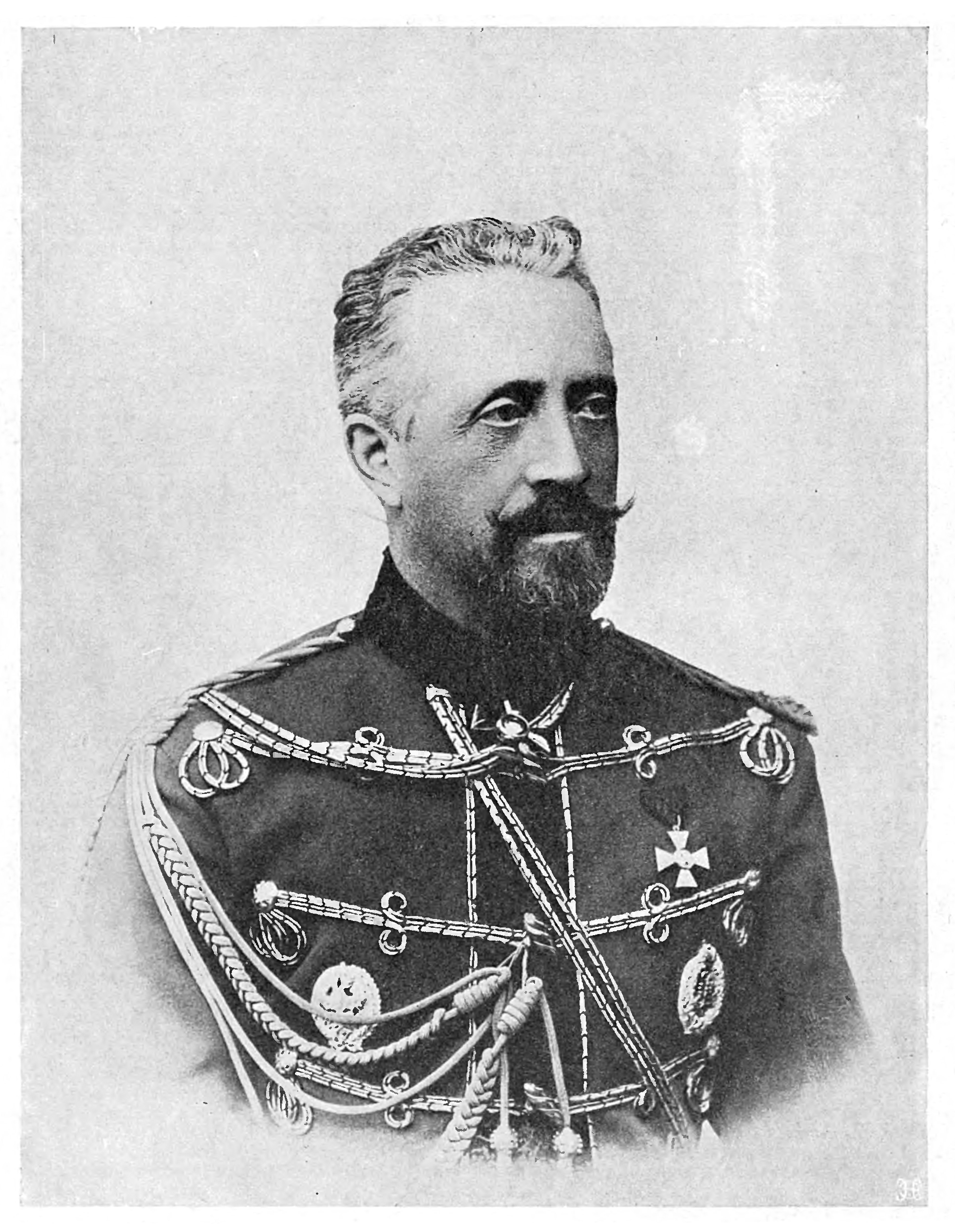
Großfürst Nikolai Nikolajewitsch

Nach anfänglichen Kriegserfolgen folgten für das russische Heer katastrophale Niederlagen. Die deutsche Kriegsindustrie war der russischen weit überlegen, und die „Strategie“, die deutsche Armee durch russische Soldatenmassen zu überrennen, erwies sich angesichts der neuen Waffen als Illusion der Generäle. Mit zunehmender Kriegsdauer zeigte sich zunehmend der katastrophale Mangel von Munition und Waffen. Ab 1915 wurde zudem die Versorgungslage der Bevölkerung – zu viele Bauern waren eingezogen – immer schlechter. Es wurde nach Verantwortlichen gesucht. Die innenpolitische Lage spitzte sich zu, und ab dem 28. August des Jahres 1915 übernahm der Zar selbst den Oberbefehl über die russischen Truppen und lebte daraufhin vorwiegend in Mogiljow im Hauptquartier der Armee. Der abgesetzte Großfürst Nikolai, ein Onkel des Zaren und Vorsitzender des „Verbandes echt russischer Leute“, intrigierte von dieser Zeit an voller Erbitterung gegen den Zaren und die Zarin.

#### Rückkehr Rasputins nach St. Petersburg (September 1915)
Nach drei Monaten in seiner Heimat bekam Rasputin wieder die Erlaubnis, nach St. Petersburg zurückzukehren, und traf am 28. September 1915 wieder in der Hauptstadt ein.
Die Zarin traf Rasputin zu Beginn des Krieges, bei einer stabilen Gesundheit des Zarensohnes, sehr selten. Sie beschäftigte sich mit karitativen Tätigkeiten und kam erst durch die folgende Krise des Zarensohnes zur Überzeugung, dass Rasputin es sei, der Russland aus seiner schweren Krise herausführen könne.
Ende des Jahres 1915 ließ der Zar seinen Sohn in sein Hauptquartier kommen. Durch heftiges Niesen bekam der Zarewitsch am 3. Dezember jedoch Nasenbluten, das sich nicht stoppen ließ. Ohnehin war Nasenbluten bei Blutern besonders gefährlich. Andere offene Blutungen behandelte man mit Schlammbädern, was bei Nasenbluten aber nicht möglich war. Am 5. Dezember wurde der Zarewitsch wieder zurück zum Zarenpalast gebracht.
Anna Wyrubowa beschrieb die Situation folgendermaßen: „Ich kann niemals mehr vergessen, wie die ängstliche, arme Mutter die Ankunft ihres kranken, vielleicht sterbenden Sohnes erwartete. Auch kann ich nicht das wächserne, totenbleiche kleine Gesicht des Kindes vergessen, als es mit unendlicher Sorgfalt in den Palast getragen und auf sein kleines weißes Bett gelegt wurde…. Es schien für uns alle, die wir um das Bett versammelt waren, dass die letzte Stunde für das unglückliche Kind geschlagen habe.“
Die Ärzte am Zarenhof versuchten weiter die Blutung zu stoppen, hatten aber auch keinen Erfolg. Wieder einmal wurde Rasputin geholt. Er kam in den Palast, machte ein großes Kreuzzeichen, betete, erklärte nach kurzer Zeit, dass kein Grund zur Sorge bestehe, und ging wieder. Kurz darauf schlief der Zarensohn ein. Am nächsten Morgen hatte er keine Probleme mehr.
Anna Wyrubowa schrieb über diese „Heilung“, dass die behandelnden Ärzte Derewenko und Fedoroff ihr gegenüber dies als eine Tatsache bezeichneten, die sie nicht erklären könnten.
Im April 1916 erlitt der Zarensohn einen mehrtägigen Bluterguss im Arm. Die Zarin telegrafierte an Rasputin, der aktuell in seiner Heimat weilte, und bekam als Antwort: „Er wird genesen.“ Und tatsächlich, bald darauf verschwand der Bluterguss, und die Zarin dankte ihrem Freund für seinen Beistand.

#### Attentat im Jahr 1915
Um die Probleme mit Rasputin zu beenden, wurde im Herbst 1915 ein Mord geplant. Nach mehreren fehlgeschlagenen Mordversuchen musste deren Auftraggeber, Innenminister Alexei Chwostow, am 3. März 1916 zurücktreten. Nach diesem Rücktritt publizierte einer der Helfer Chwostows, sein ehemaliger Untergebener Bjeljetzkij, einen Bericht mit allen Mordversuchen Chwostows auf Rasputin in der Börsenzeitung, was die Regierung schwer diskreditierte. In vielen europäischen Zeitungen wurde über die Mordanschläge ausführlich berichtet.
Der Hauptmann des Preobraschenski-Regiments A. S. Suchotin, einer der späteren Mörder Rasputins, erhitzte sich in einer Gästerunde im Hause des Arztes des Zarensohnes über Rasputin und beschrieb sein Leben als permanenten Skandal.
Der französische Botschafter am Zarenhof, Maurice Paléologue, meldete folgende „Erkenntnisse“ über Rasputin: „… In Zarazin schändete er eine Nonne, die er zu beschwören unternommen hatte. In Kasan, an einem hellen Juniabend, war er betrunken und verließ ein öffentliches Haus, indem er ein nacktes Mädchen vor sich her trieb, das er mit seinem Gürtel durchpeitschte, was in der Stadt ein höchst unliebsames Aufsehen erregte. – In Tobolsk verführte er die sehr fromme Gattin eines Ingenieurs….“  Über die sibirische Bevölkerung schrieb der französische Botschafter: „Durch die Taten, die Rasputin unaufhörlich wiederholte, wuchs das Ansehen seiner Heiligkeit von Tag zu Tag. In den Straßen kniete man auf seinem Weg nieder; man küsste seine Hände, man berührte den Rand seiner Tulupa.“

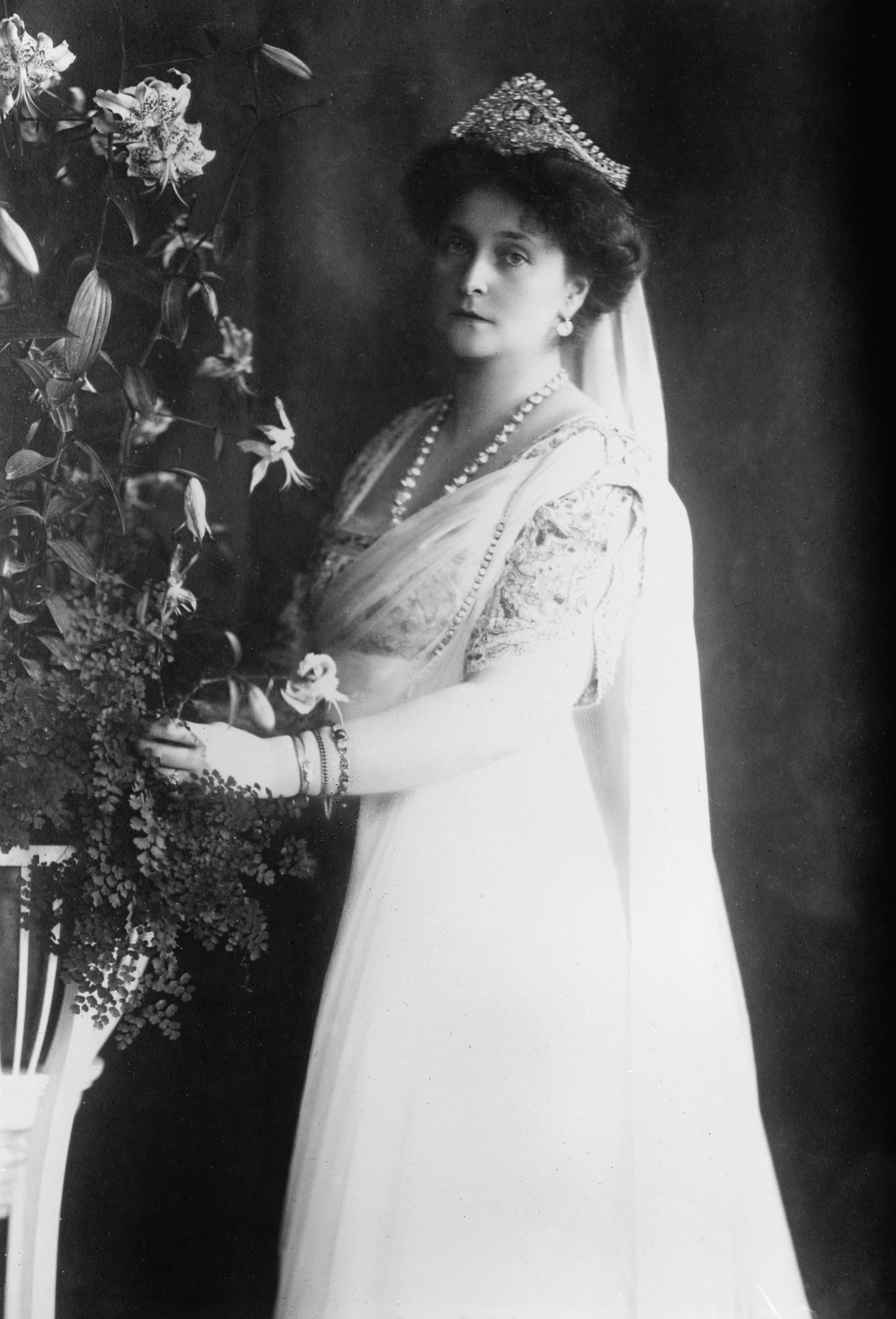
Zarin Alexandra Fjodorowna

In Rasputins letzten fünfzehn Lebensmonaten ab September 1915 war der Zar überwiegend im Armeehauptquartier in Mogiljow, während die Zarin und Rasputin, der bald wieder aus Sibirien zurückkam, in St. Petersburg blieben. Dies heizte die Gerüchteküche insoweit an, dass die Zarin als Deutsche während des Krieges gegen Deutschland stets der Unterstellung ausgesetzt war, insgeheim auf der anderen Seite zu stehen, während Rasputin aus seiner tiefen Ablehnung dieses Krieges nie einen Hehl gemacht hatte und man ihm ohnehin alles zutraute. Entscheidungen fällen konnte zwar nur der Zar, der aber in ausgiebigem Briefkontakt mit der Zarin blieb.
Ab der erneuten „Heilung“ des Zarensohnes durch Rasputin im Dezember 1915 begann die Zarin Rasputin zu ermuntern, zu allen politischen Fragen Stellung zu nehmen.
Nach Meinung der Zarin war es allein Rasputin, der Russland zum Sieg führen könne. Rasputin hatte ihr schon vor vielen Jahren gesagt, dass ihr Sohn gesund werden würde, und sein Zustand hatte sich doch jetzt wirklich prächtig entwickelt. Die Zarin glaubte, dass nun, in der gegenwärtigen russischen Katastrophe, Rasputin für ganz Russland zuständig sei. Für den Zaren war jedoch Rasputin ein Mensch, den er zwar wegen seiner Heilkräfte für seinen Sohn brauchte, in der Politik wollte der Zar Rasputin aber nicht sehen, und die Probleme, die ihm Rasputin schuf, waren dem Zaren sehr bewusst. Deshalb befahl er Rasputin mehrmals, wieder in seine Heimat zurückzukehren.
Über die Vorschläge Rasputins für Ministerposten schrieb der Zar im Oktober 1916: „Du musst zugeben, dass die Ideen unseres Freundes manchmal sonderbar sind….“ Und in einem späteren Brief schrieb er: „Mir platzt der Kopf von all diesen Namen… Die Meinungen unseres Freundes sind manchmal sehr merkwürdig….“ Im November, einen Monat vor dem Mord an Rasputin, schrieb dann der Zar: „Es ist gefährlich, Protopopow im Innenministerium zu haben… Ich bitte Dich, zieh unseren Freund nicht in diese Angelegenheit hinein. Die Verantwortung liegt bei mir.“
Als im Herbst 1916 der Zar den Ministerpräsidenten Stürmer wegen dessen Bemühungen um einen Frieden mit den Mittelmächten absetzte, schrieb ihm die Zarin, es schnüre ihr die Kehle zu, Stürmer sei ein so loyaler, zuverlässiger, rechtschaffener Mann. Stürmer war ihr von Rasputin empfohlen worden, da dieser den Krieg mittels Verhandlungen beenden wollte.
Am 13. Dezember, vier Tage vor Rasputins Tod, schrieb die Zarin an den Zaren: „Warum verlässt Du Dich nicht vermehrt auf unseren Freund, der uns durch Gott den Weg zeigt?“
Es waren diese letzten fünfzehn Monate mit dem abwesenden Zaren und einem Rasputin, der sich oft nicht mehr unter Kontrolle hatte und von der Zarin stets nach seiner Meinung befragt wurde, die das Bild Rasputins in der Nachwelt entscheidend prägten.

#### Rasputin wird zum Sündenbock der Katastrophe des Krieges

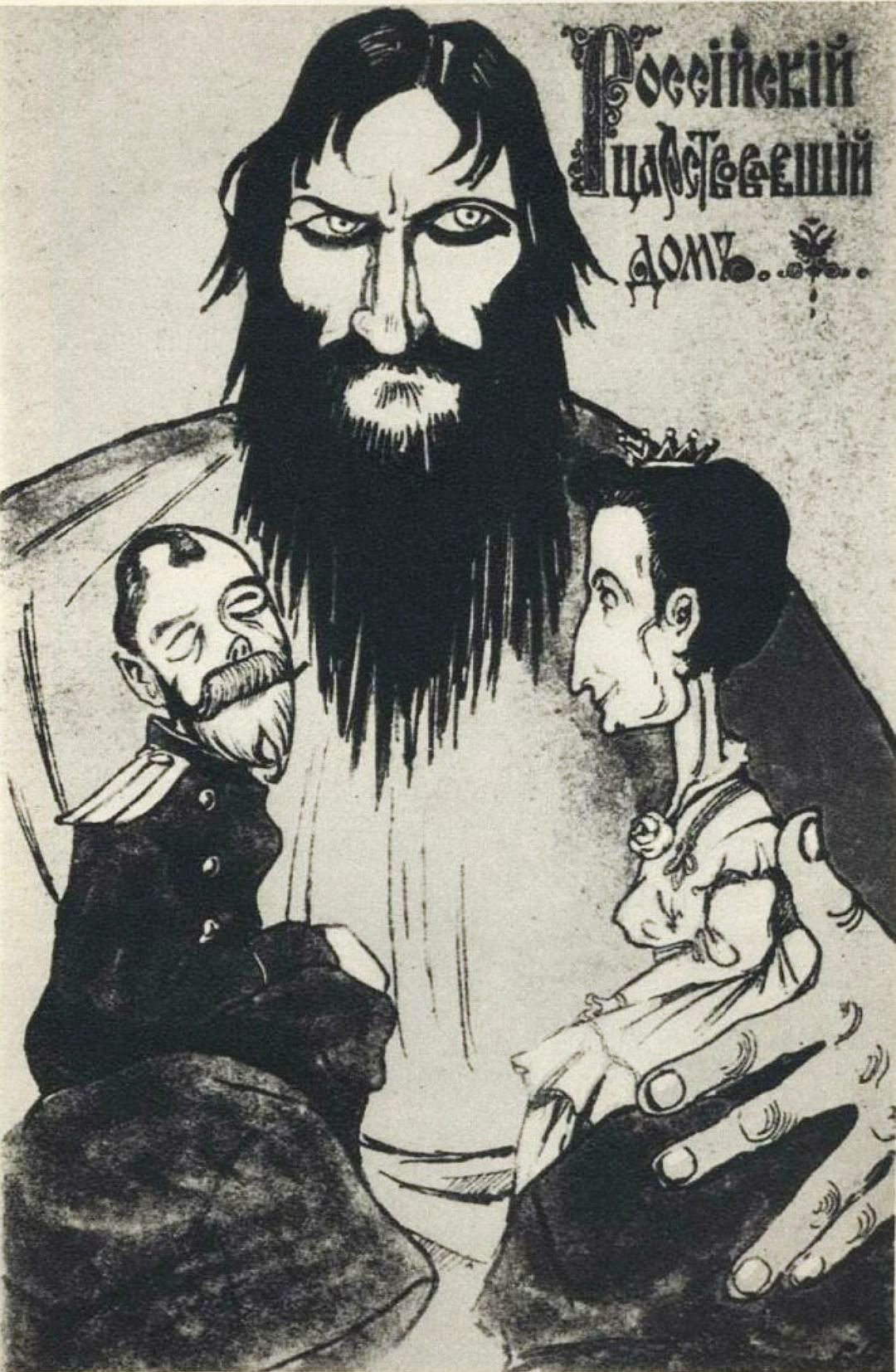
Antimonarchistische Karikatur, um 1916: Das Zarenpaar in der Gewalt des „teuflischen“ Rasputin.

Im Jahr 1916 eskalierte die Kriegskatastrophe. Das Land war den Anforderungen eines Krieges nicht gewachsen. Es häuften sich die militärischen Niederlagen: zwei Millionen Tote, vier Millionen Verletzte, keine Perspektive. So hatten es sich die Politiker in ihrer anfänglichen Kriegsbegeisterung nicht vorgestellt. Die Niederlagen wurden auch nie mit den realen Transportproblemen, der schlechten Ausrüstung der Armee und fehlender Rüstungsindustrie begründet, sondern man suchte die Schuld bei dunklen Kräften und Spionen. Auch die Versorgungslage der Städte verschlechterte sich immer mehr. Die Arbeiter in St. Petersburg litten Hunger und demonstrierten gegen die hohen Brotpreise und weitere Truppenaushebungen. Es wurde nach einem Schuldigen gesucht, und die politische Klasse war sich im Herbst 1916 weitgehend einig: Schuldig war Rasputin mit seinem Einfluss auf die Zarin und den Zaren. Nicht nur Rasputin musste weg, egal wie,
Michail Rodsjanko, Georgi Jewgenjewitsch Lwow und Michail Wassiljewitsch Alexejew wollten die Zarin auf die Krim, nach England oder in eine Irrenanstalt schicken.
In dieser Situation sprachen sich die Mitglieder der kaiserlichen Familie ab, um unter der Leitung der Zarenmutter Maria Fjodorowna den Zaren zu überzeugen, dass Rasputin wieder nach Sibirien zurück müsse. Die Zarenmutter fuhr zu ihrem Sohn ins Hauptquartier, konnte aber nichts erreichen, wie auch der Schwager des Zaren, Alexander Michajlowitsch. Der Zar wollte niemandem Rechenschaft über Rasputin ablegen. Ob er Empfehlungen von irgendjemand befolge oder nicht, das sei allein seine Sache.
Dem Grafen Fredericks erklärte er seine Sichtweise folgendermaßen: „Rasputin ist ein einfacher russischer Mönch, sehr religiös und fromm. Die Zarin mag seine Aufrichtigkeit, sie glaubt an die Kraft seiner Gebete… für Alexej, aber das ist unsere Privatangelegenheit. Es ist erstaunlich, wie gern sich die Menschen in Dinge einmischen, die sie nichts angehen.“

#### Proteste gegen Rasputin in der Duma (November 1916)

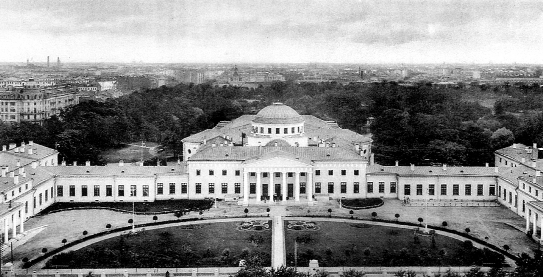
Das Taurische Palais in Sankt Petersburg diente 1916 als Sitz der Vierten Staatsduma (Aufnahme von 1914)

Im November 1916 spielten sich in der Duma tumultartige Szenen ab. Für das russische Parlament gab es zu dieser Zeit nur noch das Thema „Rasputin“. Es wurden Zettel verteilt mit angeblichen Befehlen Rasputins an den Zaren, der ebenfalls massiv angegriffen wurde. Der Vorsitzende der Städtevertreterversammlung, der Fürst Lwow, forderte die Duma sogar auf, die Geschicke des Landes selbst in die Hand zu nehmen, da der Zar, von Rasputin abhängig, dazu offensichtlich nicht mehr fähig sei. Dies war eigentlich die Aufforderung zum Staatsstreich.
Auch der „monarchistische“ Abgeordnete Wladimir Purischkewitsch, ein treuer Anhänger des vom Zaren als Oberbefehlshaber abgesetzten Großfürsten Nikolai Nikolajewitsch, wetterte in einer flammenden Rede: „Finstere Kräfte sind es, die das Land regieren und den Willen des Herrschers in Fesseln legen... Dies alles geht von Rasputin aus. Die Existenz des Reiches ist bedroht.“ Zwei Monate später war Wladimir Purischkewitsch einer der Mörder Rasputins.
Daraufhin löste die Zarin die Dumasitzung, rechtlich zweifelhaft, auf. Die Zarin berief sich dabei auf die akute Gefahr eines Staatsstreiches. Das Parlament setzte aber die Sitzungen in Moskau fort, während im Hintergrund bereits die Planungen für den Mord an Rasputin begannen.

### Der Mord an Rasputin

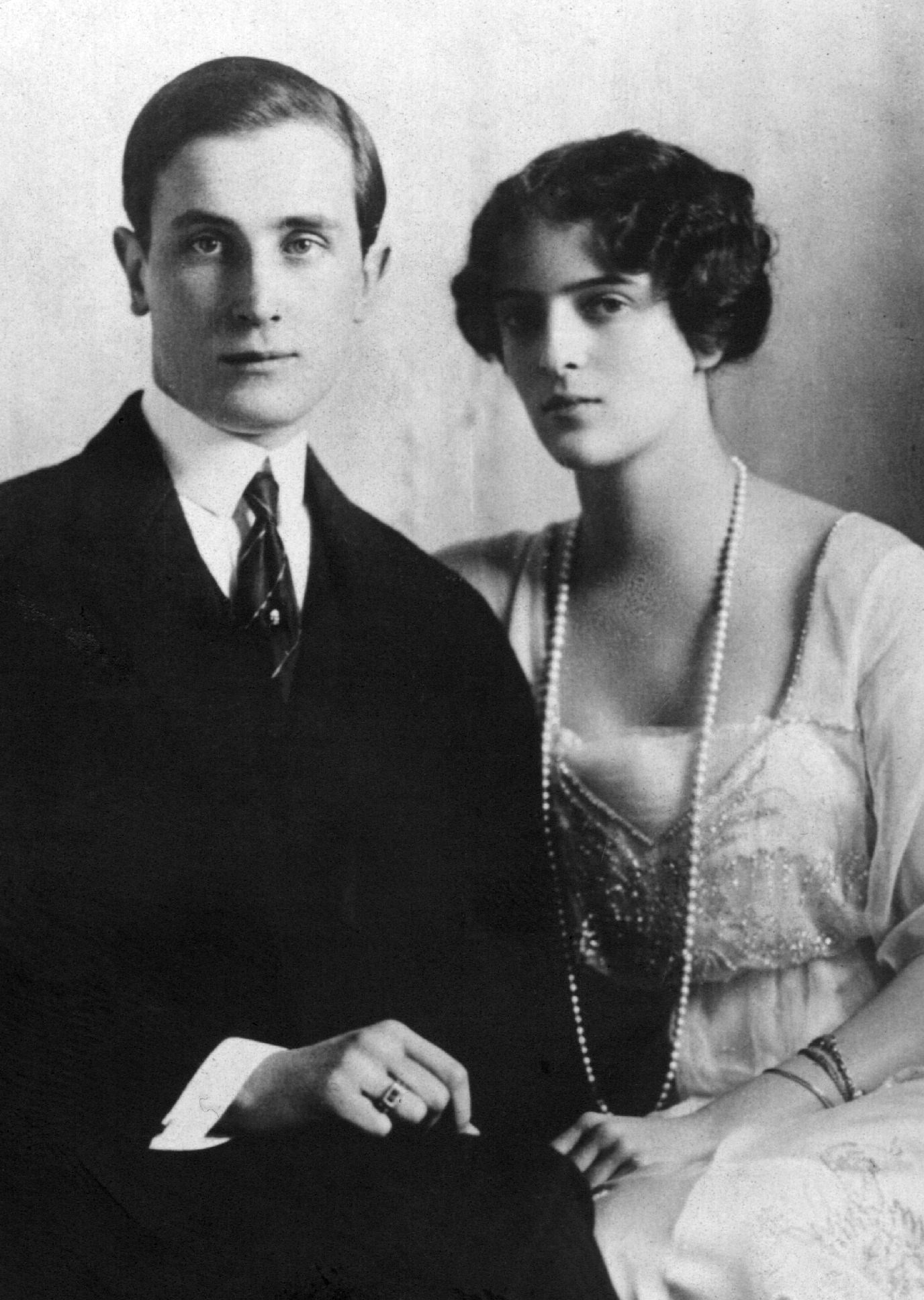
Fürst Felix Jussupow und seine Gemahlin Irina

#### Vorgeschichte des Mordes
Es war der Polizei bekannt, dass ein Attentat unmittelbar bevorstand. Von verschiedenen Seiten kamen Hinweise, und auch Rasputin selbst wurde am Tag des Attentats noch telefonisch gewarnt. Wie sich später zeigte, gab es neben den Attentätern auch noch eine ganze Gruppe von Mitwissern in der höheren Gesellschaft Petersburgs, darunter etliche Mitglieder der Romanow-Großfamilie. Auch der britische Geheimdienst wusste genau Bescheid. Das bevorstehende Attentat war Gesprächsstoff für weite Teile der St. Petersburger Gesellschaft.
Es wurde Rasputin dringend empfohlen, sein Haus nicht mehr zu verlassen, und der Personenschutz für ihn wurde weiter verstärkt. Rasputin traute sich kaum noch aus dem Haus, nahm dann aber eine Einladung von Felix Jussupow an. Felix Jussupow war der Ehemann einer Nichte des Zaren und einer der wenigen Menschen der höheren Gesellschaft Petersburgs, denen Rasputin noch vertraute. Jussupow war über längere Zeit ein ständiger Besucher Rasputins, und Rasputin betrachtete ihn als seinen Freund.

#### Der Mord

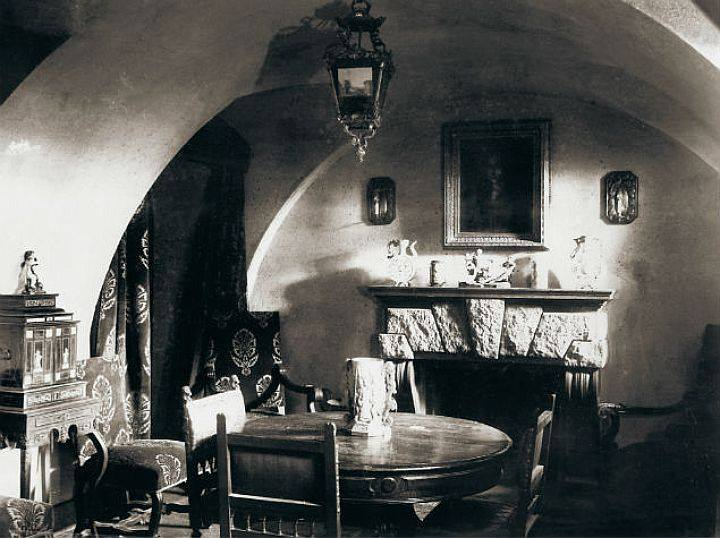
Keller des Jussupow-Palastes, wo Rasputin ermordet wurde

Rasputin wurde am 17. Dezemberjul. / 30. Dezember 1916greg. ermordet. Die Haupttäter waren
- Fürst Felix Felixowitsch Jussupow, in dessen Palast der Mord auch stattfand, verheiratet mit Prinzessin Irina Alexandrowna (einer Person mit „Zarenblut“, weshalb die Polizei keinen Zugang zum Palast hatte),
- der rechtsextreme Dumaabgeordnete Wladimir Purischkewitsch
- und der „Lieblingsneffe“ der Zarenfamilie, Großfürst Dmitri Pawlowitsch.

Außerdem waren der Hauptmann A. S. Suchotin des Preobraschenskij-Regiments und der Sanitätsarzt S. S. Lasowert beteiligt. Die Attentäter wurden auch durch Oswald Rayner vom britischen Geheimdienst, der die Abneigung Rasputins gegen den Krieg fürchtete, unterstützt.
Meist wird der Mord so beschrieben, wie der Attentäter Jussupow die Tat dargestellt hat. So habe Rasputin Unmengen von mit Zyankali vergiftetem Kuchen und Madeirawein vertilgt, ohne sich daran zu vergiften. Anschließend habe man ihm dreimal in die Brust geschossen und ihn sterbend, bzw. weil man ihn für tot hielt, zurückgelassen. Als er sich jedoch trotz seiner schweren Verletzungen auf den Innenhof des Palastes schleppte, wurde er als letzte Maßnahme im eiskalten Wasser eines Flusses versenkt, wo er endgültig verstarb.
Die Darstellung Jussupows widerspricht allerdings den Ergebnissen der Obduktion an der Leiche Rasputins. Es konnte dabei kein Zyankali in seinem Magen festgestellt werden. Außerdem hatte er seit dem Attentat von 1914 aufgrund von Magenproblemen nichts Süßes mehr gegessen oder getrunken. Offensichtlich wollte Jussupow durch die Schilderung, wie schwer Rasputin zu töten gewesen sei, seine mystische und unheimliche Person unterstreichen, und dadurch den Mord als eine große vaterländische Tat erscheinen lassen. Eine polizeiliche Untersuchung der Tat hat es nur in Ansätzen gegeben, sie wurde vom Zaren gestoppt.
Die Obduktion Rasputins erwies hingegen Folgen schwerer körperlicher Misshandlung. Es liegt die Vermutung nahe, dass die Täter durch diese Misshandlungen, die sich bis zur Folter steigerten, aus Rasputin Geständnisse und vielleicht auch Details einer vermuteten intimen Beziehung zur Zarin herauspressen wollten.

#### Die Situation nach dem Mord

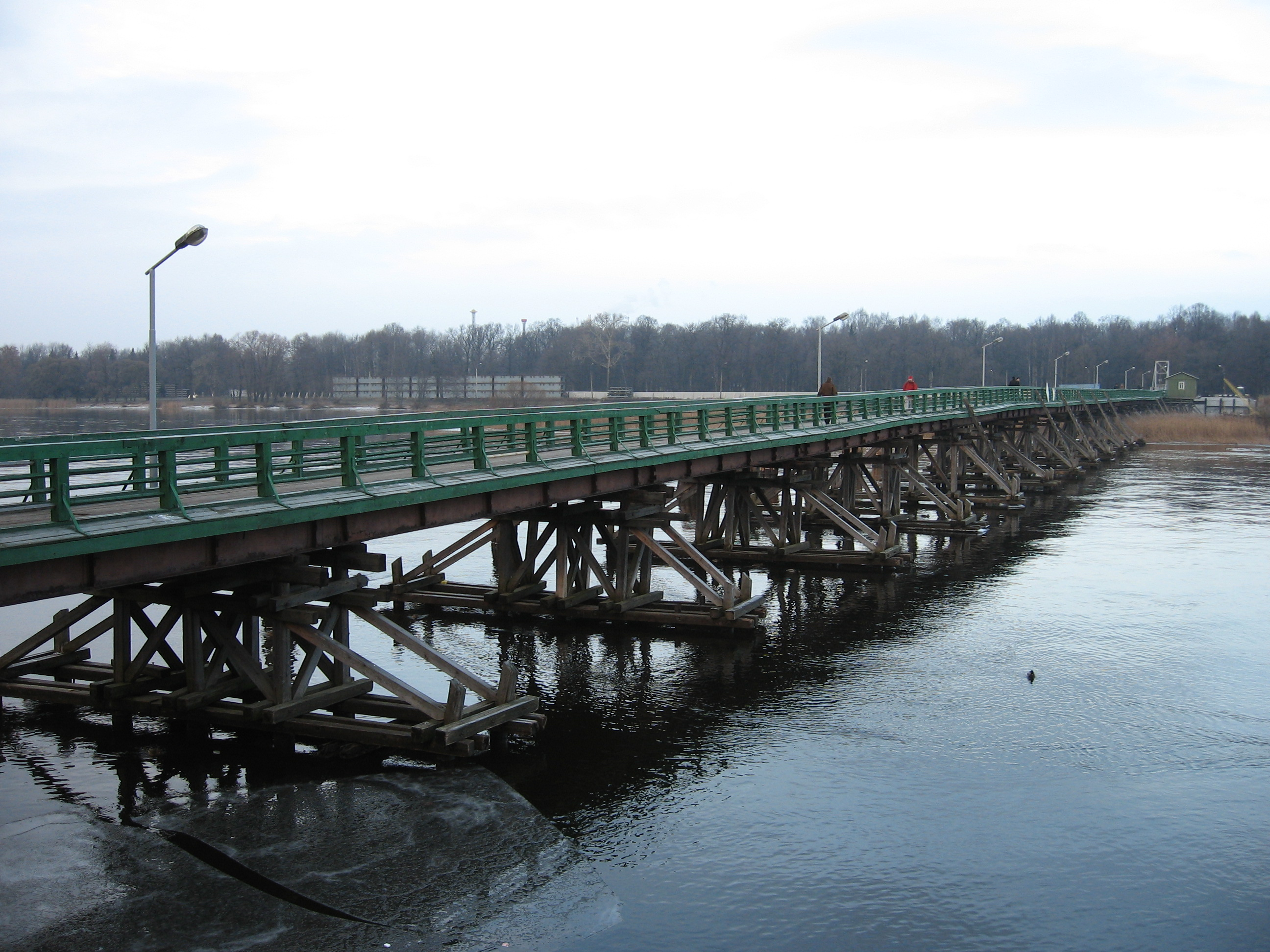
Große-Petrowski-Brücke zur Krestowski-Insel, wo Rasputins Leiche in der Kleinen Newka versenkt wurde und wieder auftauchte

Die Mörder Rasputins wurden schnell gefunden; sie gingen jedoch nach massivem Druck wesentlicher Teile der Romanow-Großfamilie weitgehend straffrei aus. Großfürst Alexander Michailowitsch hatte beim Zaren vorgesprochen. Er legte ihm einen Brief mit der Forderung nach Straffreiheit der Attentäter aus der Romanowfamilie vor. Diese Forderung war von fast allen Mitgliedern der Romanowfamilie unterzeichnet. Großfürst Alexander Michailowitsch drohte dem Zaren mit der Absetzung durch die eigene Familie, sollte seinen Forderungen nicht stattgegeben werden.
Der Zar bestand jedoch darauf, dass Felix Jussupow wenigstens auf sein Landgut zurück musste, und der Großfürst Dimitri musste in ein Regiment an der persischen Grenze wechseln. Die übrigen Attentäter wurden nicht behelligt. Wladimir Purischkewitsch, dessen Teilnahme an der Ermordung Rasputins allgemein bekannt war, behielt sogar weiterhin seinen Sitz in der russischen Duma.
Die Ereignisse nach der Ermordung Rasputins begünstigten den Sturz des Zaren weniger als drei Monate nach dem Mord. Für die Bauern, die mehr als drei Viertel der Bevölkerung ausmachten, war Rasputin einer der ihren, der nun von den Adligen ermordet worden war, ohne dass der Zar die Schuldigen bestrafte. Sie sahen den Zaren nun nicht mehr als ihren Vater, sondern eher als Vertreter des russischen Adels, der einen der ihren ermordet hatte.
Auch für die Gegner Rasputins, seien es weite Teile der Familie Romanow wie auch für große Teile der politischen Klasse Russlands, verdiente ein Zar, der Rasputin ermorden ließ, ohne die Schuldigen drakonisch zu bestrafen, ja sogar hinnahm, dass einer der Mörder, Wladimir Purischkewitsch, weiterhin im Parlament Reden hielt, keinen Respekt mehr. Er war für sie nun ein zahnloser Tiger, vor dem sich auch kein Intrigant mehr zu fürchten brauchte. Und schließlich machte im mystischen Russland noch die Warnung die Runde, welche Rasputin gegenüber der Zarenfamilie oft ausgesprochen hatte und die in größeren Kreisen bekannt war: „Wenn ich sterbe oder wenn ihr mich fallen lasst, werdet ihr euren Sohn und die Krone verlieren, bevor sechs Monate vergangen sind.“

## Rasputin und die Zarenfamilie

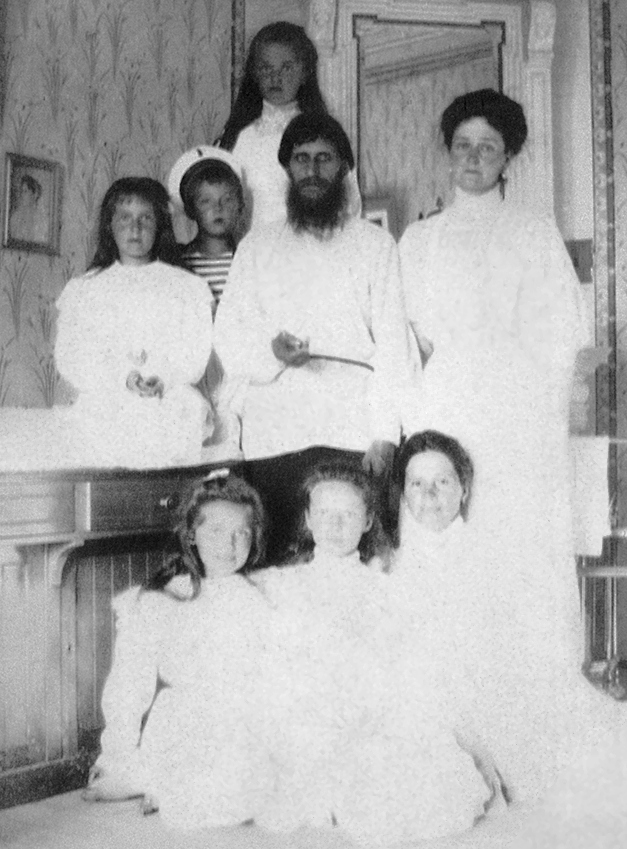
Zarin Alexandra Fjodorowna mit Rasputin, ihren Kindern und einer Gouvernante, 1908

Nach dem Sturz des Zaren wurde im Auftrag der Regierung eine Untersuchung über Rasputin unter der Leitung von Wladimir Michailowitsch Rudnew durchgeführt. Sie kam beim Verhältnis der Zarenfamilie zu Rasputin zu folgendem Ergebnis:
„Die Untersuchung des Einflusses von Rasputin auf die Zarenfamilie war intensiv. … Die königliche Familie glaubte, dass sie Beweise von Rasputins Heiligkeit in seiner psychischen Kraft über einige Personen des Zarenhofes sah. So beim Zurück-ins-Leben-Holen der bewusstlosen und hoffnungslos verwundeten Frau Wyrubowa, deren Fall beschrieben wurde; auch in dem zweifelsfrei heilenden Einfluss auf die Gesundheit des Thronfolgers. Auch betrachtete die Zarenfamilie eine ganze Reihe von erfüllten Vorhersagen als Beweise für Rasputins Heiligkeit.“
Nach heutigen Erkenntnissen gilt diese Aussage für die Zarin, für den Zaren nicht. Der Zar brauchte Rasputin wegen seines Sohnes, bei politischen Einmischungen reagierte er ärgerlich und er betrachtete Rasputin auch nicht als Heiligen. So kühlte die Stimmung zwischen beiden zu Beginn des Krieges, gegen den Rasputin Sturm lief, zeitweilig sehr ab.

## Beschuldigungen Rasputins durch seine Gegner
Rasputin wurde nicht nur von seinen Gegnern in der Politik, sondern auch von weiten Teilen der Presse des schwersten persönlichen Fehlverhaltens bezichtigt. Zeitweise wurden ganze Serien von Artikeln über ihn in den Zeitungen geschrieben. Diese Vorwürfe wurden nicht erst seit der Abwesenheit des Zaren während des Ersten Weltkrieges gegen Rasputin erhoben, sondern bereits 1907 nach der ersten Geistheilung am Zarewitsch. Es gab nur wenige Verfehlungen, die Rasputin nicht zugetraut wurden.
Der Grund dafür lag auch im problematischen Verhältnis zwischen der Zarenfamilie und der Öffentlichkeit: Die Bluterkrankheit des Zarewitschs wurde als Staatsgeheimnis behandelt, so dass die Anwesenheit Rasputins am Hof kaum erklärbar war. So erschien er nur selten im Zarenpalast, meist traf er sich mit der Zarin im Hause von Anna Wyrubowa. Da jedoch sowohl die Zarin als auch Rasputin unter ständiger Beobachtung standen, blieben diese Treffen nicht geheim, sondern wurden von den Medien aufgenommen und bildeten die Grundlage für Gerüchte in allen politischen Lagern. Konservative Zeitungen entrüsteten sich, während links orientierte Blätter die Zarin zur Zielscheibe von Hohn und Spott machten.
Da der Öffentlichkeit die Krankheit des Zarensohns unbekannt war, erschien die Verehrung Rasputins als ein „von Gott geschickter Heiliger“ durch die Zarin als bedenklich.
Wegen dieser permanenten Vorwürfe musste Rasputin St. Petersburg auf Anweisung des Zaren mehrmals verlassen und in sein Heimatdorf Pokrowskoje zurückkehren. Wenn er aber auf Verlangen der Zarenfamilie wieder zurückkehrte, war der Hof massiver Kritik ausgesetzt, der nicht begegnet werden konnte, ohne die Krankheit des Zarewitschs öffentlich zu machen.
Die Hauptvorwürfe lassen sich folgendermaßen zusammenfassen:

### Sektenzugehörigkeit
Im Russland der Zeit Rasputins wurde Sektenzugehörigkeit als schwere Verfehlung beurteilt, und immer wieder wurde Rasputin vorgeworfen, der Sekte der Chlysten anzugehören.
Dieser Vorwurf wurde bereits in seiner Heimat in Pokrowskoje gegen ihn erhoben und ganz offiziell beim zuständigen Bischof in Tjumen vorgebracht. Rasputins spätere Gegner in Petersburg stützten sich häufig auf diese Anschuldigungen.
Die Unterstellung der Zugehörigkeit zur Sekte der Chlysten war insofern ein schwerer Vorwurf, als die Chlysten angeblich ihre Gottesdienste mit Sexorgien beschlossen. Rasputin selbst und seine Anhänger stritten eine Sektenzugehörigkeit stets ab. Er bekundete jedoch öffentlich seine Ablehnung der Riten der orthodoxen Kirche:
„Ich hatte in meiner Seele das Bedürfnis, etwas zu finden, das dem Menschen das wahre Heil bringen könnte. Ich suchte nach Beispielen bei unseren Popen, aber das alles genügte mir nicht. Nur Singen und lautes Beten wie einer, der regelmäßig Holz hackt – das konnte doch nicht alles sein.“

### Alkoholexzesse
Bis zur Zeit des ersten Attentats trank Rasputin keinen Alkohol. Nach dem Anschlag vom Juni 1914 begann er jedoch regelmäßig Alkohol zu konsumieren und glitt in den Alkoholismus ab. Im letzten Lebensjahr Rasputins wurden seine Alkoholexzesse auch von seinen Gegnern provoziert, um Skandale zu inszenieren. Es wird auch behauptet, dass bei vielen der Skandale nicht er selbst, sondern ein Doppelgänger anwesend war, der als Provokateur von Rasputins Feinden bezahlt wurde.
Nach Aussagen seiner Tochter Maria und dem beobachtenden Staatssicherheitsdienst wurde der Alkohol für Rasputin zu einem Ventil für den Druck permanenter öffentlicher Anschuldigungen, seiner gesundheitlichen Probleme seit dem Attentat vom Jahr 1914 und der Angst vor weiteren Anschlägen.

### Frauen um Rasputin
In Verbindung mit seiner angeblichen Mitgliedschaft in der chlystischen Sekte wurde Rasputin immer wieder sexueller Orgien bezichtigt. Verschiedene Berichte bezogen sich auf seine vermeintlichen Suggestionskräfte, die er dazu nutze, um Frauen gefügig zu machen und zu missbrauchen.
Die Frauen um Rasputin litten oft an einer emotionalen Leere. Sie waren mit Männern verheiratet, die sie betrogen oder vernachlässigten. Eine seiner Anhängerinnen gab der staatlichen Untersuchungskommission zu Protokoll, dass all diese Frauen an zerbrochenen Seelen litten und einen geistigen Trost suchten, den ihnen die offiziellen Kirchenvertreter nicht bieten konnten, der ihnen aber von Rasputin bereitwillig gewährt wurde. Diese Tröstungen beschränkten sich in früheren Jahren wohl auf Gespräche, später kam es dann auch zu sexuellen Ausschweifungen.
Zu Rasputins glühendsten Verehrerinnen gehörte Olga Lochtina, die 1867 als Tochter eines Adligen aus Kasan geboren wurde. Sie hatte Rasputin schon in Pokrowskoje besucht und führte in Petersburg eine unglückliche Ehe mit einem Ingenieur. Es wird berichtet, dass sie in geistiger Verwirrung Rasputins Löffel und Mantel stahl und anbetete, als ob dies heilige Reliquien seien. Ein Bericht des Sicherheitsdienstes vom 26. Oktober 1910 hält fest, dass Rasputin nach einem Besuch bei Lochtina, mit der er zu dieser Zeit zusammenlebte, obwohl sie noch verheiratet war, wahrscheinlich zu seiner Anhängerin, der Hofdame Anna Wyrubowa, fuhr.
Eine anonyme Anhängerin Rasputins beschrieb ihre Gefühle in einem Brief wie folgt:

„Lieber Grigori Jefimowitsch!
 Ich fühle, fühle so schmerzlich, dass ich Ihrer heiligen Worte des Trostes und der Freude nicht würdig bin. Ich war über Ihren Brief endlos überglücklich.[…] Sie fanden mich, ein verlorenes Lamm, und ich werde niemals meinen Weg finden, wenn Sie mich nicht führen, wenn Sie nicht meine Seele auf Christus vorbereiten.[…] Ich kann die Minuten nicht vergessen, die ich im Gespräch mit Ihnen verbracht habe, auch wenn es unserem Herrgott gefallen würde, sie mir wegen meiner Sünden wegzunehmen, denn ich bin ihrer nicht würdig. Vergeben Sie mir, Grigori Jefimowitsch, ich leide so schrecklich, und ich fühle mich schrecklich, weil ich das wahre Licht noch nicht gefunden habe.
 Ihre auf ewig sündige und unwürdige Schwester Alexandra.“

Bereits im Jahr 1910 sprach der Bischof Theophan bei der Zarenfamilie wegen Verfehlungen Rasputins vor. Die meisten Vorwürfe wurden allerdings nicht belegt und hielten einer Überprüfung nicht stand. Nach dem Sturz der Zarenfamilie wurde von der Provisorischen Regierung eine Untersuchung angestrengt, die sich auch mit Rasputins Sexualleben befasste. Deren Leiter Wladimir Michailowitsch Rudnew kam zu dem Ergebnis, dass Rasputin keinesfalls intime Beziehungen zu „Damen der Gesellschaft“ gehabt habe, jedoch zu Prostituierten, Tänzerinnen und „Bittstellerinnen“.
Seine Tochter Maria Rasputina bestritt die Vorwürfe keineswegs. Sie schrieb:
„Zweifellos tranken und tanzten sie etwas ausschweifend. Mein Vater mit seiner großen Lebenskraft und der Spontaneität eines auf dem Land aufgewachsenen Mannes und seiner absoluten Freizügigkeit in diesen wie in allen anderen Dingen, pflegte sich in gewohnter Freiheit zu gestatten, vom Vergnügen mit derselben Leidenschaft wie vom Gebet hingerissen zu werden.“
An einer anderen Stelle gibt sie Folgendes zu:
„Ich bestreite keineswegs, dass mein Vater während seines Lebens in St. Petersburg Mätressen hatte und zu gewissen Zeiten ein recht bewegtes Leben führte. Vater war … ein kräftiger Mensch in seinen besten Jahren. Ständig von Anbeterinnen umschwärmt, wäre er kein Mann gewesen, wenn er nicht gelegentlich den Reizen dieser oder jener erlegen wäre.“

### Politische Einflussnahme
Der Vorwurf der politischen Einflussnahme wurde verstärkt ab September 1915 erhoben, während des katastrophal verlaufenden Krieges. Zu dieser Zeit befand der Zar sich nicht in Petersburg, sondern an der Front. Die Zarin leitete jedoch Vorschläge von Rasputin an ihren Mann weiter, so dass der Eindruck entstand, dieser mache sich die Position des Wunderheilers zu Eigen. Der Zar blieb jedenfalls gegenüber den meisten Vorschlägen Rasputins verschlossen.

### Geheimnisverrat im Krieg
Um den Geheimnisverrat Rasputins an den deutschen Kriegsgegner rankten sich die wildesten Gerüchte. Eines davon war, dass Rasputin eine Standleitung nach Deutschland unterhalte, um täglich Kriegsgeheimnisse zu verraten.
Der französische Botschafter Maurice Paléologue, der Rasputin selbst beschatten ließ, kam jedoch zu der Schlussfolgerung, dass Rasputin nichts von einem Spion an sich habe. Er beschrieb ihn als „einen Bauerntölpel, einen ungehobelten Naturburschen von krasser Unwissenheit“, der durch seine unbedachten Äußerungen die Regierungsautorität untergrabe.

### Weitere Vorwürfe
Auch seine Einstellung zu Juden war Stoff für Gerüchte und Vorwürfe. Nachdem er sich in früheren Jahren den in der russischen Führungsschicht weit verbreiteten antisemitischen Vorurteilen hingegeben hatte, vertrat er seit seinem Bruch mit Iliodor und besonders nach seiner Wallfahrt nach Jerusalem den Standpunkt, alle Menschen seien vor Gott gleich. Da zudem sein Sekretär Aron Sinimowitsch Jude war, wurde er häufig als „Judenfreund“ bezeichnet.
Gelegentlich wurde ihm auch seine ablehnende Haltung zum Thema Krieg vorgeworfen. Er hielt den Ersten Weltkrieg für ein Verbrechen, das zum Verderben Russlands führen werde. Rasputin schrieb Telegramme an den Zaren, die erhalten sind, in denen er in drastischer Form vor dem Krieg warnte. Ein daraus entstehender Einfluss kann allerdings nicht nachgewiesen werden.
Rasputins Aufdringlichkeit wird oft beschrieben. Der Revolutionär Wladimir Bontsch-Brujewitsch beschreibt eine Situation im Salon in der Aristokratenfamilie Ixkuel: „Als er anderen Gästen vorgestellt wurde, stellte er sogleich die Frage: ‚Verheiratet? – Und dein Mann? Warum bist du allein gekommen? Wenn ihr zusammen wärt, könnte ich sehen, wie es euch geht.‘“
Die Zarenschwester Olga Alexandrowna war oft in der Residenz der Zarenfamilie. In ihrem Bericht über Rasputin gestand sie ihm seine Aufrichtigkeit ausdrücklich zu. Trotzdem, so schrieb sie, konnte sie sich nie überwinden, Rasputin zu mögen. Ein Grund dafür war seine Neugierde. Sie schrieb darüber anlässlich einer Begegnung in der Zarenresidenz:
„Es war seine Neugierde – ungezügelt und peinlich. … Rasputin begann mir mit den impertinentesten Fragen zuzusetzen. War ich glücklich? Liebte ich meinen Ehemann? Warum hatte ich keine Kinder? Er hatte kein Recht, mir solche Fragen zu stellen, also antwortete ich ihm nicht. Ich fürchte, Nicki und Alicki fühlten sich ziemlich unbehaglich. Ich erinnere mich noch, wie erleichtert ich war, als ich den Palast abends verließ, und ich sagte ‚Gott sei Dank ist er mir nicht bis zum Bahnhof gefolgt‘, als ich meinen Privatwaggon im Zug nach St. Petersburg bestieg.“ Eine weitere Begegnung beschrieb sie so: „Rasputin stand auf, legte seinen Arm um meine Schultern und begann meinen Arm zu streicheln. Ich entfernte mich sofort von ihm, ohne etwas zu sagen. … Ich hatte genug von dem Mann. Ich verabscheute ihn mehr denn je.“

## Rasputins Briefe
Es gibt einige Briefe Rasputins. In manchen warnt er den Zaren vor dem Krieg, die anderen sind „Abschiedsbriefe“ kurz vor seiner Ermordung. Sie sind zur Person Rasputin sehr aufschlussreich, deshalb werden hier einige Briefe aufgenommen.

### Warnung an den Zaren vor dem Krieg (August 1914)
Nach eigenen Angaben schickte Rasputin ungefähr 20 Telegramme an den Zaren, um ihn vor dem Krieg zu warnen. Eines lautete:
„Kümmern Sie sich nicht zu sehr um den Krieg. Der Augenblick, ihm (gemeint ist wahrscheinlich Deutschland) eine Tracht Prügel zu verabreichen, kommt noch. Jetzt ist der Zeitpunkt noch nicht günstig. Die Leiden werden belohnt werden.“
Als dies nichts fruchtete, versuchte er es noch einmal:
„Mein Freund, ich wiederhole dir abermals: Eine furchtbare Gefahr bedroht Russland. Eine Katastrophe, ein Leid ohne Ende. Es ist Nacht. Kein Stern mehr am Himmel. Ein Ozean von Tränen! Ein Ozean von Blut! Was kann ich noch sagen? Ich finde keine Worte. Ein Schrecken ohne Ende. Ich weiß, dass sie alle den Krieg von dir fordern, auch die Treuesten. Sie machen sich nicht klar, dass sie dem Abgrund entgegen rasen.

Du bist der Zar, der Vater unseres Volkes. Lass nicht den Wahnsinn triumphieren. Lass die toll Gewordenen nicht in den Abgrund stürzen und uns mitreißen. Vielleicht werden wir Deutschland erobern. Aber was soll aus Russland werden? Wenn ich nachdenke, weiß ich, dass unser Vaterland nie ein Martyrium gelitten hat wie das, was uns erwartet. Russland wird im eigenen Blut ertrinken. Unendliche Leiden und Trauer. Grigori.“

### Abschiedsbrief an seine Töchter
Kurz vor seinem Tod übergab Rasputin seinem Sekretär Aron Simonowitsch eine eigenhändige Niederschrift einer Vision, die Simonowitsch gemäß dem Auftrag Rasputins nach dessen Tod Maria Rasputin übergab. Rasputin schrieb:
„Meine Lieben, Teuren: Verhängnis droht. Großes Unglück zieht heran. Das Antlitz der barmherzigen Mutter Gottes hat sich verfinstert, und der Geist in der nächtlichen Stille erregt. Und die Stille ist dahin. Aber furchtbar ist der Zorn; und wohin fliehen? Es steht geschrieben: Bleibt wach, da ihr weder den Tag noch die Stunde kennt. Für unser Land ist die Zeit gekommen. Das Blut erfriert vor Grauen. Es gibt soviel Blut und Schmerzensrufe. Dunkel ist die Nacht des schweren Leidens. Ich kann nichts sehen. Meine Stunde wird bald schlagen. Ich habe keine Angst, weiß aber, dass diese Stunde bitter sein wird. Ich werde große Martern erdulden. Es wird den Menschen verziehen werden. Ich werde aber das Reich erben. Du wirst in deinem Nest Mitleid mit mir haben. Die Jungen werden viel sehen. Du brauchst aber nicht lange zu beten, und Gott wird dir Kraft geben.

Ich trauere um euch und um unsere Lieben. Ihr Leidensweg ist Gott bekannt. Menschen ohne Zahl werden zugrunde gehen. Viele Märtyrer werden sterben, Brüder von Brüdern den Tod empfangen. Großes Unglück wird hereinbrechen. Die Erde wird erzittern. Hunger, Seuchen werden kommen und Zeichen der ganzen Welt erscheinen. Betet, das wird euch Heil bringen, und durch die Gnade des Erlösers und den Schutz der Fürbitterin wird wieder Freude über Euch kommen. Grigori.“

### Abschiedsbrief an den Zaren

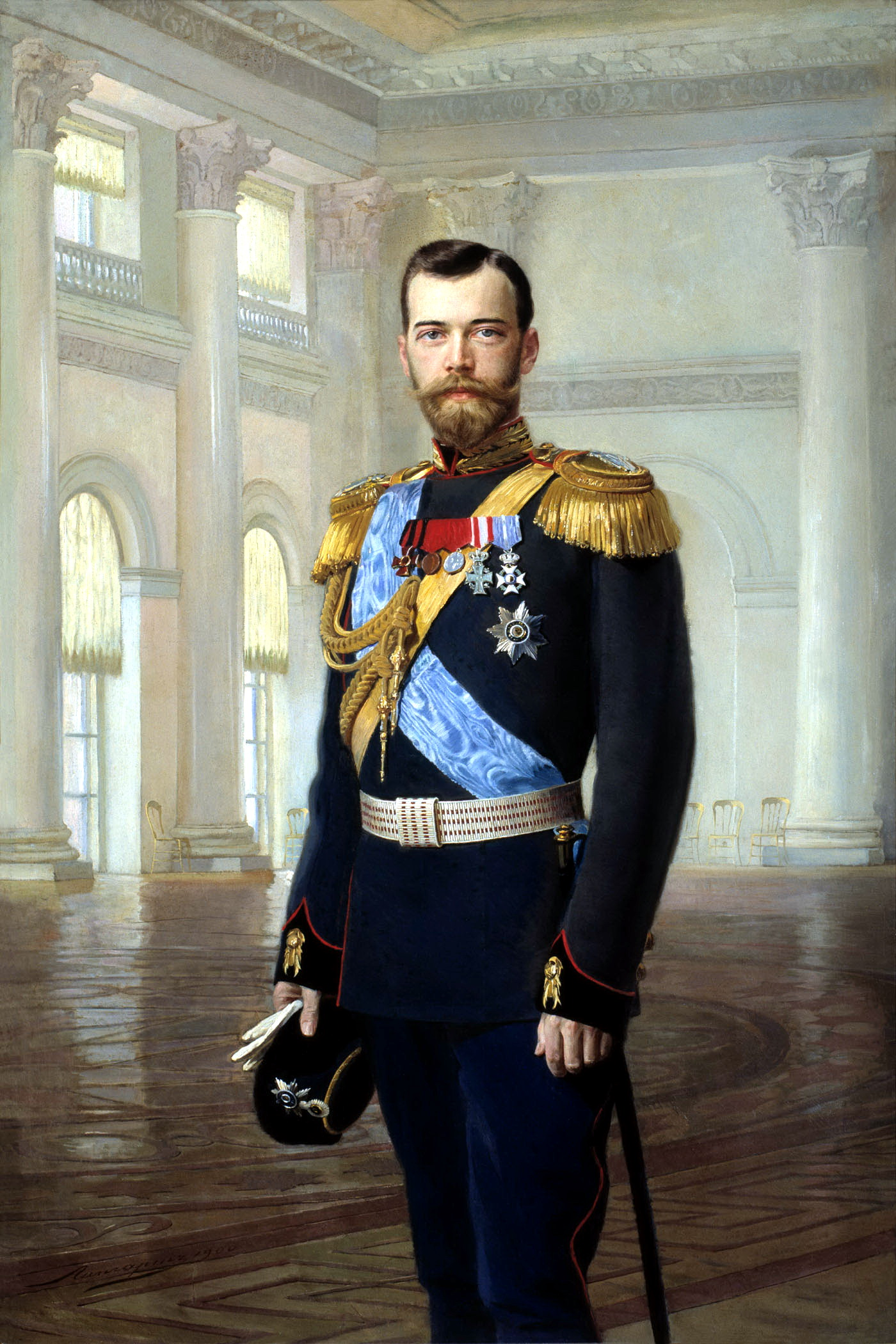
Nikolaus II.

In einem Brief an den Zaren vom 24. November 1916, einige Wochen vor seinem Tod, ahnt Rasputin seine Ermordung sowie die Ermordung der Zarenfamilie voraus und kündigt an, dass adlige Bojaren Russland werden verlassen müssen:

„Brüder werden Brüder ermorden. Sie werden einander töten, und sie werden einander hassen. 25 Jahre lang werden keine Adligen im Land sein.

Zar von Russland, wenn Du die Glocke hörst, die Dir sagt, dass Grigori ermordet wurde, dann musst Du Folgendes wissen: Wenn es Deine Verwandten waren, die meinen Tod verursacht haben, dann wird niemand aus Deiner Familie, kein Kind Deiner Verwandten, noch länger als zwei Jahre am Leben bleiben. Sie werden getötet durch das russische Volk.

Ich gehe, und ich fühle in mir den göttlichen Auftrag, dem russischen Zaren zu sagen, wie er leben muss, wenn ich verschwunden bin. Du musst nachdenken und klug handeln. Denke an Deine Sicherheit und erzähle Deinen Verwandten, dass ich mit meinem Blut für sie bezahlt habe. Ich werde getötet werden. Ich bin nicht länger unter den Lebenden. Bete, bete, sei stark und denke an Deine gesegnete Familie – Grigori.“

## Rezeption
Über Rasputin gibt es eine Vielzahl von Biographien, Romane, Spiel- und Dokumentarfilme sowie Theaterstücke, Opern und Musicals. Unzählige Bars, Restaurants und Nachtclubs sind nach ihm benannt. Er ist die Hauptfigur in mindestens zwei Videospielen und erscheint in japanischen Manga- und Anime-Produktionen. Eine in den Neurowissenschaften verwendete Software (Akronym für Real-Time Acquisition System Programs for Unit Timing in Neuroscience), eine Comicserie, ein Filmheld und eine Wodkamarke tragen seinen Namen.

### Verfilmungen
- The King’s Man: The Beginning, USA/GB 2021, Regie: Matthew Vaughn; mit Rhys Ifans als Rasputin
- Die letzten Zaren (The Last Czars), USA 2019, mit Ben Cartwright
- Raspoutine, Frankreich, Russland 2011, Regie: Josée Dayan mit Gérard Depardieu und Fanny Ardant
- Anastasia, USA 1997, Regie: Don Bluth und Gary Goldman
- Rasputin, USA 1996, Regie: Uli Edel, mit Alan Rickman
- Rasputin – Orgien am Zarenhof, Deutschland 1983, Regie: Ernst Hofbauer
- Agonia (Rasputin, Gott und Satan), (Agonie), UdSSR 1974–82, Regie: Elem Klimow
- Nikolaus und Alexandra, GB 1971, Regie: Franklin J. Schaffner, mit Tom Baker als Rasputin
- Rasputin – der wahnsinnige Mönch, (Rasputin: The Mad Monk), GB 1966, Regie: Don Sharp mit Christopher Lee
- Ich tötete Rasputin, Frankreich/Italien 1966, Regie: Robert Hossein mit Gert Fröbe
- Rasputin, der Dämon von Petersburg, Italien/Frankreich 1959, Regie: Pierre Chenal
- Rasputin (1954), Italien/Frankreich 1954, Regie: Georges Combret
- Rasputin (1938), Frankreich 1938, Regie: Marcel L’Herbier
- Rasputin, der Dämon der Frauen, Deutschland 1932, Regie: Adolf Trotz
- Rasputin: Der Dämon Rußlands (Rasputin and the Empress, USA 1932)

### Musik
Rasputin wurde 1978 von Boney M. in ihrem Titel Rasputin als „Lover of the Russian Queen“ besungen, das Lied wurde ein internationaler Hit und vielfach gecovert, etwa von Gilla. Die schwedische Metalband Therion widmete ihm auf dem Album Sirius B (2004) einen ganzen Song namens The Khlysti Evangelist (siehe auch Chlysten). Auch die Band Samsas Traum erwähnt ihn und greift dabei die von Boney M. verwendete Bezeichnung auf: “Hey hey Rasputin, leader of the Russian Queen!” (Aus: Ein Fötus wie du, 2003.)
Es gibt mindestens drei Opern über Rasputin:
- Karl Amadeus Hartmann, Leben und Sterben des heiligen Teufels aus dem Wachsfigurenkabinett, 1929–1930
- Nicolas Nabokov, Rasputin’s End, 1958
- Einojuhani Rautavaara, Rasputin, 2003

sowie das Musical Rasputin von Michael Rapp und Ozzy Osbourne.
Außerdem ist er auf dem Cover des Type-O-Negative-Albums Dead Again aus dem Jahr 2007 und dem Cover des 1999er Albums Twisted Tenderness der Gruppe Electronic sowie auf den europäischen Ausgaben des 1989 erschienenen Albums „The Headless Children“ von W.A.S.P. zu sehen.
Der Rockmusiker Jon Symon trat vor allem in den 1970er-Jahren unter seinem Künstlernamen Rasputin auf.

### Spiele
In Shadow Hearts: Covenant (Japan 2004 von Nautilus) für die PlayStation 2 muss der Spieler Rasputin besiegen, der sich das Vertrauen der russischen Zarenfamilie erschlichen hat und vorhat, den Zaren zu ermorden, um selbst über Russland zu herrschen.
Auch in Shin Megami Tenseis „Devil Summoner – Raidou Kuzunoha vs. The Soulless Army“ ist Rasputin vertreten, wo er Dämonen durch Matroschkas beschwört.
Nicht als menschliche, sondern als von Menschen erschaffene künstliche Intelligenz, ist Rasputin in Bungie’s „Destiny“ sowie „Destiny 2“ vertreten, wobei ihm im zweiten Teil auch eine wichtigere Rolle zugewiesen wird.